# ジムリーダー (アニメポケットモンスター)
ジムリーダーは、アニメ版「ポケットモンスターシリーズ」に登場する施設「ポケモンジム」の責任者である。ここでは基本的に『テレビアニメ第1シリーズ』から『めざせポケモンマスター』までのアニメシリーズのジムリーダーについて記述する。

## 概要
各ジムリーダーは最も得意とするタイプを持ち、施設ごとに個性・特徴がある。使用ポケモンや対戦ルールに関してもジムによって異なっており、中には変則的なルールで行う例も存在する。
弟子や助手のようなトレーナーも多数おり、ジムは「修行の場」という側面を持つ。また、四天王やチャンピオン同様、副業を行っているジムリーダーも多い。
ポケモンリーグに出場が認められるジムバッジを発行できるのは、ジム検定巡視員から認められた「公認ジム」だけである。アニメでは公認ジムだけでなく、私設や非公式のジムも登場している。例として、アローラ地方のマリエシティにはカントーのポケモンジムをモデルにした「ジムオブカントー」という施設が存在する。ジムを名乗るのは自由だが、公認されるためには、ジム検定巡視員の審査を受け合格する必要がある。ただし一度公認されたジムでも、調査次第によっては認定資格が取り消されてしまうことがあり、SSやDPでもその詳細が描かれている。小説版では、4回続けて挑戦者に負けるとジムリーダーの資格が取り消されるとされている。ジムリーダーが交代する場合は、その旨を報告する必要がある。
また、アニメオリジナルの公認ジムが各地方に多数存在している。そういったゲームにない公認ジムが劇中に登場することはオレンジ諸島編以外にはなく、サトシのライバルキャラクターの持つジムバッジや、作中の発言でのみ確認できる。
なお、世界観を異とする外伝作品である『ポケットモンスター THE ORIGIN』では、チャレンジャーのバッジの数に応じて使用するポケモンを変更している描写がある。

## 凡例
記載されている略号
- 1.『ポケットモンスター（無印）』 - 《PM》（無印、平成無印、1997年版、第1シリーズ、平成版）[4]：カントー地方編 - 《KT》、オレンジ諸島編 - 《OS》、ジョウト地方編 - 《JT》
- 2.『ポケットモンスター アドバンスジェネレーション』 - 《AG》：ホウエン地方編 - 《HT》、バトルフロンティア編 - 《BF》
- 3.『ポケットモンスター ダイヤモンド&パール』 - 《DP》
- 4.『ポケットモンスター ベストウイッシュ』 - 《BW》
  - シーズン1『ポケットモンスター ベストウイッシュ』 - 《BW》
  - シーズン2『ポケットモンスター ベストウイッシュ シーズン2』 - 《BW2》：エピソードN - 《BW2N》、デコロラアドベンチャー - 《DA》
- 5.『ポケットモンスター XY』 - 《XY》
  - シーズン1『ポケットモンスター XY』 - 《XY》
  - シーズン2『ポケットモンスター XY&Z』 - 《XY&Z》
- 6.『ポケットモンスター サン&ムーン』 - 《SM》
- 7.『ポケットモンスター（新無印）』 - 《PM2》（新無印、令和無印第1作、2019年版、第7シリーズ）
  - シーズン1『ポケットモンスター』 - 《PM2》
  - シーズン2『ポケットモンスター めざせポケモンマスター』 - 《MPM》
- 8.『ポケットモンスター（リコとロイ編）』 - 《LR》（リコとロイ編、令和無印第2作、2023年版、第8シリーズ）
  - シーズン1『ポケットモンスター リコとロイの旅立ち』 - 《LR1》
  - シーズン2『ポケットモンスター テラパゴスのかがやき』 - 《LR2》
  - シーズン3『ポケットモンスター テラスタルデビュー』 - 《LR3》
- 『ポケットモンスター サイドストーリー』 - 《SS》
- 『ポケットモンスター（劇場版）』 - 《MV》
- 『ポケットモンスター（OVA）』 - 《OA》（機内上映向け作品を含む場合がある）

## ジムリーダー一覧

### カントー地方
ニビジム
以前はムノー、タケシがジムリーダーを務めていたが、現在はジロウがジムリーダーを務めている。
ジロウ
声 - 朴璐美
ニビジムのジムリーダー。タケシの次弟。
ムノー
声 - 土師孝也
ニビジムの元ジムリーダー。タケシの父。
タケシ
声 - うえだゆうじ
ニビジムの元ジムリーダーで「いわタイプ」使い。サトシが最初にバトルしたジムリーダー。サトシに一度勝利するが、二度目はスプリンクラーの作動によりイワークが弱体化し敗北。サトシは「事故での勝利ではバッジは受け取れない」というが、その潔さと相手のポケモンも思いやる優しさを見て、バッジを渡す。現在はポケモンドクターになるため、専門学校で勉強している。

ハナダジム
ハナダジムのジムリーダー美人4姉妹。以前は美人3姉妹として、カスミを除くサクラ・アヤメ・ボタンの3人が交替でジムリーダーを務めていた。現在は姉2人に代わり、カスミがジムリーダーを務めている。
カスミ
声 - 飯塚雅弓
ハナダジムのジムリーダー。「みず」タイプ使い。
サクラ
声 - 佐久間レイ
ハナダジムの元ジムリーダー。
アヤメ
声 - 川上とも子
ハナダジムの元ジムリーダー。
ボタン
声 - 浅田葉子
ハナダジムの元ジムリーダー。

クチバジム
マチス
声 - 立木文彦
登場時期：KT・PM2
クチバジムのジムリーダーで「でんき」タイプ使い。筋骨隆々の元軍人で、弟子達からは「隊長」と呼ばれている。ユーモアのある陽気な性格で、英語交じりの日本語で話す。サトシのピカチュウを見下し、一度勝利するが、再戦時はピカチュウのスピードによってライチュウが翻弄され敗れる。
PM2では電気ポケモンを極めるために武者修行の旅に出ており、ジムを留守にしている。第18話では回想で登場。
KTでの服装は『赤・緑・青・黄』での服装だったが、PM2の回想では『ハートゴールド・ソウルシルバー』の服装となっている。また、KTでは褐色肌だったが、PM2ではゲーム準拠の肌の色になっている。
各国の日本国外名
英語：Lt. Robert Surge
韓国語：マティス（ハングル：마티스）
手持ちポケモン
（ピカチュウ）→ライチュウ
声 - 高乃麗
技：でんきショック、メガトンパンチ、メガトンキック、10まんボルト、のしかかり、とっしん
パワー重視のバトルスタイルで初戦はピカチュウを1対1で圧倒するが、ゲットしてすぐに進化させたために、スピード技が使えないことが敗因となった。
ビスケス
声 - 早水リサ
登場時期：PM2
クチバジムのジムリーダー代理で「でんき」タイプ使い。筋肉質で浅黒い肌の女性で、師匠譲りの豪快な性格。他の弟子からは「副隊長」と呼ばれている。ポケモンワールドチャンピオンシップスは第2109位。黄色いスマホロトムを所持。
手持ちポケモン
ライチュウ
声 - 武隈史子
技：10まんボルト、ボルテッカー、リフレクター
1体目。マチスによって鍛えられた。
最強の技のボルテッカーでピカチュウを圧倒し、ピカチュウの反撃も防いだが、交代して出てきたゲンガーの掴みどころのない戦法に惑わされ敗北。
マルマイン
声 - 愛河里花子
特性：ゆうばく
技：でんじふゆう、ほうでん、ころがる
2体目にして切り札。素早い動きと「でんじふゆう」を生かした戦法でゲンガーを翻弄し勝利したが、ピカチュウには体に乗られ「アイアンテール」を決められたところに特性「ゆうばく」が発動したが、ピカチュウは「エレキネット」で身を包んでいたため失敗し敗北した。
トニー
声 - 間宮康弘
ビスケスの弟子。30話でサトシとバトルし敗れる。
手持ちポケモン
エレブー
技：でんじは、エレキボール、10まんボルト
リオルを「でんじは」でまひ状態にするも「しんくうは」で敗れる。

トキワジム
以前はロケット団のボスでもあるサカキがジムリーダーを務めていた。ムサシ達がジムを破壊し、サカキがジムの経営から手を引いた後は、臨時で四天王のキクコがジムリーダーを務めている。
サカキ
声 - 鈴置洋孝→三宅健太
トキワジムの元ジムリーダー。「じめん」タイプ使い。
各国の日本国外名
英語：Giovanni D'Ignazio
韓国語：ビジュギ（ハングル：비주기）
ムサシ、コジロウ
サカキの一時的な代理。
手持ちポケモン
カイリキー、キングラー、サイドン
トキワジムを任せるにあたって、サカキが一時的に貸し出していた。
キクコ
声 - 杉山佳寿子
トキワジムの臨時ジムリーダー。模擬バトルとはいえ、四天王の実力をサトシとピカチュウに存分に見せつける。
各国の日本国外名
英語：Agatha
韓国語：グッファ（ハングル：국화）

ヤマブキジム
ナツメ
声 - 荒木香恵
登場時期：KT
ヤマブキジムのジムリーダーで「エスパー」タイプ使い。超能力者で様々な能力を持つ。幼い頃は明るい性格だったが、幼少時の体験が原因で感情が乏しくなってしまう。そのトラウマで心が分裂し、本来の無邪気な部分は人形になっていて、いつもナツメが抱いている。「負けたら友達になってくれること」を条件にジム戦をしているが、負けた相手に対しては、人形にしたり小さくして自分のドールハウスや箱庭に閉じ込めていた。
1対1のバトルで初戦はサトシのピカチュウに勝つが、再戦時はサトシに着いてきたゴーストのギャグで大笑いし、ジム戦が続行不可能になったため、サトシの勝利となる。人形はその際に姿を消したため、分裂した精神は再び元に戻った模様。
第25話のオーキド博士との電話で、シゲルは別ルートを通った為ヤマブキジムのバッジは所持していないとのことである。
各国の日本国外名
英語：Sabrina
韓国語：チョリョン（ハングル：초련）
手持ちポケモン
ケーシィ→ユンゲラー
声 - 愛河里花子（ケーシィ）→石塚運昇（ユンゲラー）
技：テレポート、ねんりき、サイコキネシス、サイケこうせん、じこさいせい
ジムの初戦時に進化。ナツメとはテレパシーで繋がっており、彼女が大笑いしたときは同時に腹を抱えて笑った。

タマムシジム
エリカ
声 - 氷上恭子
登場時期：KT・MV・PM2
タマムシジムのジムリーダーで「くさ」タイプ使い。香水ショップのオーナーで、店では和服姿をしている。普段はおしとやかなお嬢様だが、「香水なんて必要ない」と言ったサトシに対し、ジムでは門前払いを食らわせるといった気の強い一面もある。
女装し正体を隠して挑戦権を得たサトシと対戦し、バトルではサトシのポケモン達を苦戦させる。しかしロケット団が家宝の香水（原料のクサイハナのエキス）を奪うためにジムに仕掛けた爆弾を爆発させたことが原因で火事になり、ジム戦は中止となる。しかしサトシが逃げ遅れたクサイハナを助けたことにより、お礼にバッジを渡した（事実上の勝利）。
『劇場版ポケットモンスター キミにきめた!』やPM2にも登場。KTではオリジナルの服装だったが、劇場版とPM2ではゲーム『FRLG』と同じ服装。また、髪の色も青色から、ゲーム準拠の黒髪になっている。
各国の日本国外名
英語：Erika
韓国語：ミヌァ/ミンファ（ハングル：민화）
手持ちポケモン
クサイハナ
声 - 辻香織
10年前、迷子になったエリカを野生のベトベターから助け、エリカが草ポケモンのトレーナーを目指すきっかけとなった。
技ではないが鼻が曲がるほどの粉をまき散らす。その臭いはロケット団やサトシだけではなく、対戦していたヒトカゲを一発で気絶させたほど。ただし、エリカによると「慣れれば臭くない」ようである。
ウツドン
技：はっぱカッター
ヒトカゲの「ロケットずつき」に敗れた。
なお、サトシは本来オコリザルを出すつもりだったが、また暴れることを想定していたためやめている。
モンジャラ
声 - 愛河里花子
技：からみつく、しびれごな、つるのムチ（MV）
フシギダネを「しびれごな」で痺れさせた。
『劇場版ポケットモンスター キミにきめた!』にも登場する。
リーフィア
声 - 社本悠
技：はっぱカッター
PM2でのパートナー。ポケモン生け花のモデルの他、自身の真似をするコハルのイーブイに対して、良いお手本を示した。

セキチクジム
キョウ
声 - 大塚芳忠
登場時期：KT・BW2N
セキチクジムのジムリーダーで「どく」タイプ使い。一人称は「拙者」で語尾に「～ござる」と付ける口調で話し、ジムは忍者屋敷のようになっており、至る所にからくりなどの仕掛けがされている。相手を「しびれごな」などでじわじわ攻めるトリッキーな戦法を得意としており、ジム戦ではサトシのヒトカゲを苦戦させるも敗れる。アヤ（声 - 篠原恵美）という妹がおり、妹からは「兄者」と呼ばれている。
BW2Nでは、サトシによる回想シーンで登場。
各国の日本国外名
英語：Koga
韓国語：ドッス（ハングル：독수）
手持ちポケモン
コンパン→モルフォン
声 - 西村ちなみ
技：しびれごな、ねむりごな
ジム戦の最中に進化。ピジョンと戦うが「しびれごな」からの「ねむりごな」で退けた。その後、ヒトカゲと対戦するもロケット団の乱入により中断。
ゴルバット
声 - 三木眞一郎
技：つばさでうつ、いやなおと
ジム戦では「いやなおと」でヒトカゲを攻めるが、「ほのおのうず」を受けて倒れる。
ビリリダマ
ジムのトラップ用として仕掛けられている。

グレンジム
カツラ
声 - 上田敏也
登場時期：KT
グレンジムのジムリーダーで「ほのお」タイプ使い。観光気分で訪れる挑戦者を快く思わず、ジムを閉鎖してペンションナゾナゾのオーナーを務めていた。ポケモン研究所のポケモンを奪おうとしたロケット団を退治したお礼に、サトシにジム戦をすることを承諾した。ジムは温泉の地下に存在し、溶岩の真上に位置するリング（再戦時は火山の火口付近）で試合を行う。サトシに一度勝利するが再戦時は敗れる。
ナゾナゾが好きで、事あるごとにサトシたちに出題している。
最初にサトシ達に会ったときはサングラスを着けて金髪の鬘をかぶり、付け髭を付けていた。アニメでのカツラのデザインはゲーム初期の没デザインで、素顔は髪の毛が生えており、髭は生えていない（『赤・緑』公式説明書などに記載されている）。
各国の日本国外名
英語：Blaine
韓国語：ガンヨン（ハングル：강연）
手持ちポケモン
ブーバー
声 - 小西克幸
技：ほのおのパンチ、だいもんじ、かえんほうしゃ、ロケットずつき
カツラの切り札。ボールの中ではなく普段は溶岩の中にいて、呼びかけに応じて飛び出す。ジムの初戦では3匹目で腕から出す熱「空気レンズ」によってピカチュウの電撃も通らず、「だいもんじ」をかわされたが火傷を負わせ、サトシを降参させた。再戦ではリザードンと1対1の激戦を繰り広げるも「ちきゅうなげ」を食らって敗れた。無印第73話ではゲストキャラのサイゾウのガラガラが戦ったことが語られた。
キュウコン
声 - 愛河里花子
技：ほのおのうず
初戦の1匹目として登場。圧倒的なレベルの差を見せつけ、相性の悪いゼニガメを一撃で倒す。
サイドン
声 - 石塚運昇
技：つのドリル
初戦の2匹目として登場。サトシはリザードンを出したが戦意がなかった為にピカチュウと戦うが、角に「かみなり」を受けて倒される。
カツラの手持ちの中で唯一炎タイプではない。

### オレンジ諸島
オレンジリーグサザンクロスと言われ、この地方のジム戦は下記のように特殊なことが多い。勝利者に与えられるバッジは全て貝殻。オレンジ諸島編はアニメオリジナルの舞台のため、ジムリーダーはゲームには登場しないアニメオリジナルキャラクターである。
ナツカンジム
アツミ
声 - 長沢美樹
登場時期：OS
サザンクロス西の星。ナツカンジムのジムリーダー。サクラガイでできたサクラバッジを管理。センタ（声 - 渡辺久美子）という弟がいる。
ジム戦はバトルではなく、ポケモンの技で射撃対決をしたり、ポケモンに乗り海上レースを行う、ポケモンの技やトレーナーのテクニックを競い合うものである。サトシとのジム戦では最初の射撃対決では引き分けるが、海上レースでは接戦の末敗れる。
各国の日本国外名
英語：Cissy
韓国語：ガン・ジュ（ハングル：강주）
手持ちポケモン
シードラ
声 - 関智一
技：みずでっぽう
射撃対決担当。
カメックス
声 - 石塚運昇
技：なみのり、ハイドロポンプ
海上レース担当。

ネーブルジム
ダン
声 - 松本保典
登場時期：OS
サザンクロス東の星。ネーブルジムのジムリーダー。シラナミガイでできたシラナミバッジを管理。
島の雪山全体がジムとなっており、ジムリーダーであることを話さずサトシと一緒に高い雪山を登る。それは挑戦者の資格を試すもので、その際ポケモンの力を借りると失格となる。間欠泉を凍らせる、それを加工して氷の橇を作る、完成した橇で山を滑り降りるという独特の3本勝負をするが1勝2敗でサトシに敗れる。笑顔でロケット団に攻撃したり、カスミのことを「スミちゃん」と呼ぶなど、マイペースな性格。
各国の日本国外名
韓国語：ホナム（ハングル：호남）
手持ちポケモン
ニドクイン
技：れいとうビーム
氷タイプではないが、第1回目のサトシの氷タイプのラプラスより早く間欠泉を凍らせることに成功し勝利。
ストライク
声 - 三木眞一郎
ボートの加工と滑り降りに活躍した。
マルマイン
声 - こおろぎさとみ
技：だいばくはつ
第3回目の勝負中に乱入したロケット団を撃退した。
ゴーリキー
イシツブテ
声 - 三木眞一郎
第3回目の勝負中にロケット団に雪玉を投げつけた。

ユズジム
ジギー
声 - 堀川亮
登場時期：OS
サザンクロス南の星。ユズジムのジムリーダー。リンボウガイでできたリンボウバッジを管理。マリー（声 - かないみか）という妹がいる。一人称は「ぼく」。
ジム戦はタイプバトルという双方同じタイプのポケモンでの3本勝負であり、サトシと戦うが1勝2敗で敗れる。かなりキザでカスミに好意を持つ。
各国の日本国外名
韓国語：ソンギ（ハングル：성기）
手持ちポケモン
パウワウ
声 - 愛河里花子
エレブー
声 - 三木眞一郎
技：かみなりパンチ、かみなり、でんこうせっか
1戦目でピカチュウと勝負した。体に電気を溜めることができ、ピカチュウの「10まんボルト」にもダメージを受けず、パワーアップした「かみなり」で、ピカチュウにダメージを与える（これはシンジのエレブーと同じものである）。「でんこうせっか」でお互いぶつかり合うがエレブーのほうがレベルが上で、弾き飛ばした後に「かみなりパンチ」の追撃で倒す。
ナッシー
声 - 林原めぐみ
技：サイコウェーブ、タマゴばくだん
2戦目でフシギダネと勝負した。音楽に合わせて踊るように攻撃をよけることができる。フシギダネの「ねむりごな」に眠らさせるが、崖から落ちそうになり助けられ、最後は敗れる。AG189話ではサトシのフシギダネのバトルの回想シーンで登場している。
スターミー
声 - 大谷育江
技：みずでっぽう、10まんボルト
3戦目でゼニガメと勝負した。水タイプ対策に「10まんボルト」を覚えている。バトル中にゼニガメが新しく覚えた「ハイドロポンプ」でダメージを受け、「ロケットずつき」に敗れる。

リュウチンジム
ルリコ
声 - 小山茉美
登場時期：OS
サザンクロス北の星。リュウチンジムのジムリーダーでホテルの経営者。ルリガイでできたルリバッジを管理。ピカチュウを連れて旅立ったコウジという息子がおり、サトシを息子と間違える。
同時に2匹出して行うタッグバトルでサトシと戦うが、リザードンとピカチュウの連携プレーに敗れる。一人称は「わたし」。
各国の日本国外名
韓国語：ルリ（ハングル：루리）
手持ちポケモン
ガラガラ
声 - 関智一
技：ホネこんぼう、ホネブーメラン、すてみタックル
遠距離と近距離の攻撃を得意とする。最後は「ホネブーメラン」と「はかいこうせん」のコンボで倒そうとするもかわされたブーメランがフーディンに当たり発射した「はかいこうせん」がガラガラに当たり戦闘不能となった。
フーディン
声 - 三木眞一郎
技：リフレクター、サイコキネシス、はかいこうせん
「リフレクター」で防御し、「サイコキネシス」で相手の動きを止め、最後は「はかいこうせん」で攻める。

サザンクロスヘッドリーダー
ユウジ
声 - 遊佐浩二
登場時期：OS
オレンジリーグのジムリーダー達の頂点に立つ、サザンクロスヘッドリーダーの青年。オレンジリーグ最強のトレーナーで、彼が就任してからはオレンジリーグを制覇するものがいないほどの実力者。サトシと6対6のフルバトル（ポケモンの交代は挑戦者のみ）で戦い、激戦の末に敗れる。一人称は「わたし」。
各国の日本国外名
韓国語：ガンサン（ハングル：강산）
手持ちポケモン
メタモン
声 - こおろぎさとみ
技：へんしん
ユウジが必ず1匹目に出す。実況によると多くの挑戦者をこれのみで破っている。サトシとのバトルではピカチュウに「へんしん」し攻撃の威力はピカチュウと互角だったが、防御・スピードでは及ばず「たたきつける」攻撃に敗れる。
イワーク
声 - 石塚運昇
技：あなをほる、しめつける
2匹目。ゼニガメの「みずでっぽう」を「あなをほる」でかわし「しめつける」で封じた上でダメージを与え続けたが、近距離からの「ハイドロポンプ」に大ダメージを受けて「しめつける」が解け、「ロケットずつき」に倒れる。ケンジの台詞によると、「育てるときに素早さを上げた」らしい。
ゲンガー
声 - 石塚運昇
技：ナイトヘッド、さいみんじゅつ、あやしいひかり
3匹目。ケンタロスの「じしん」でダメージを受けるが、「じわれ」をかわして「あやしいひかり」で混乱させて一旦下げさせるも、交代したラプラスの「れいとうビーム」と「ナイトヘッド」がぶつかり合い両者とも爆風に巻き込まれ引き分けとなる。
フシギバナ
声 - 石塚運昇
技：ソーラービーム、つるのムチ
4匹目。ケンタロスは「じわれ」を仕掛けるも土のステージによって足場を取られ地面技が出せず、フシギバナが「ソーラービーム」を溜めている隙の「とっしん」に投げ飛ばされながらも「ソーラービーム」で攻撃したが決定的ダメージを与えられず、今度は何本もの「つるのムチ」で攻撃したがケンタロスの再度の「とっしん」攻撃に吹っ飛ばされ倒れる。
エレブー
声 - 関智一
技：かみなりパンチ、10まんボルト、かみなり、でんきショック
5匹目。相性の悪いフシギダネを「かみなりパンチ」で倒し、リザードンも弱点の「かみなりパンチ」や「かみなり」で苦しめたが「ほのおのうず」に「かみなり」をかき消され「10まんボルト」を出す直前に飛び上がられ「ちきゅうなげ」に敗れる。
カイリュー
声 - 小西克幸
技：はかいこうせん、りゅうのいかり、かみなり、れいとうビーム、みずでっぽう、たたきつける、10まんボルト、こうそくいどう、のしかかり、ロケットずつき
ユウジの切り札で、オレンジ諸島最強のポケモンとして知られる。多数の技を覚えていることが特徴。6匹目に登場してリザードンを体力の差で倒し、ゼニガメ、ケンタロスを反撃に逢いながらも次々に倒す。「はかいこうせん」を発射した後身動きが取れなくなり、ピカチュウに頭に飛び乗られた上での「かみなり」を決められ、蓄積したダメージに倒れる。

### ジョウト地方
キキョウジム
ハヤト
声 - 石田彰
登場時期：JT
キキョウジムのジムリーダーで「ひこう」タイプ使い。鳥ポケモンに強い愛着を持ち、鳥ポケモンを馬鹿にする者は許さない性格。空を飛ぶことを夢見ており、鳥ポケモンと共にハンググライダーで飛んでいる。
各国の日本国外名
英語：Falkner
韓国語：ビサン（ハングル：비상）
手持ちポケモン
ピジョット
声 - 小西克幸
技：こうそくいどう、ふきとばし、つばさでうつ、でんこうせっか
ハヤトの切り札で、通常個体よりも一回り大きい。ジム戦の3匹目でホーホーとドードリオとのバトルで疲労していたピカチュウを倒すが、「こうそくいどう」の隙をつかれリザードンに敗北。
ホーホー
声 - 上田祐司
技：つつく、たいあたり
ジム戦の1匹目。ボールからは常に出している。チコリータを相性の差で倒すがピカチュウに倒された。
ドードリオ
技：こうそくいどう、みだれづき、ドリルくちばし、トライアタック
ジム戦の2匹目。飛ぶようなジャンプ力を持つ。相性の悪さでピカチュウに倒された。

ヒワダジム
ツクシ
声 - 石川寛美
登場時期：JT
ヒワダジムのジムリーダーで「むし」ポケモン使い。「歩く虫ポケ大百科」を名乗り、若くして虫ポケモンの知識は豊富。しかし多少生意気で自信過剰な面もある。ジム内部は自然を再現しており、多数の虫ポケモンが放し飼いにされている。ジム戦では虫ポケモンの特色を生かし、草木を死角にして敵を奇襲する戦法を得意とする。
各国の日本国外名
英語：Bugsy
韓国語：ホイル（ハングル：호일）
手持ちポケモン
ストライク
声 - 小西克幸
技：かげぶんしん、れんぞくぎり、つるぎのまい
ツクシ曰く「華麗なる虫ポケモンの戦士」。苦手な炎技を「つるぎのまい」の回転によって攻撃力を上げつつ拡散させて防ぐ戦法を使う。
ジム戦の3匹目。「かげぶんしん」でピカチュウの攻撃を避けた上で接近して「れんぞくぎり」で倒し、最後のヒノアラシと戦っているうちに「やる気の炎」が点いたことによる「かえんほうしゃ」を独自の炎封じで防ぐも「つるぎのまい」に合わせて上空で体を回転させ、繰り出された「かえんほうしゃ」に大ダメージを受け、最後に「たいあたり」で倒された。
トランセル
声 - 愛河里花子
技：たいあたり、かたくなる
ツクシ曰く「虫ポケモンの誇り高き戦士」。ジム戦では2匹目。予想外なジャンプ力で消えたかのように移動することができ、チコリータを倒すがスピードで勝っていたピカチュウに飛び乗られ電撃で倒された。
イトマル
声 - 愛河里花子
技：いとをはく、どくばり
ツクシ曰く「虫ポケモンの静かなる戦士」。ジム戦では1匹目。相性は悪いが「やる気の炎」が出せなかったヒノアラシを一度退け、交代してきたチコリータに倒される。
キャタピー
ビードル
コクーン

コガネジム
アカネ
声 - 宮村優子
登場時期：JT・DP
コガネジムのジムリーダーで「ノーマル」タイプ使い。関西弁で話す明るく積極的な少女。買い物好きで、ジムを休んで街に買い物に行くこともよくある。かなりの方向音痴で、サトシ達にコガネシティを案内しようとするも迷ってしまっていた。サトシに初戦で勝利するが再戦時は敗れる。DPでは、回想シーンで1コマのみ登場。
各国の日本国外名
英語：Whitney
韓国語：コッドゥ（ハングル：꼭두）
手持ちポケモン
ミルタンク
声 - 林原めぐみ
技：ころがる
アカネの切り札。ジムの初戦では3匹目でヒノアラシ、ワニノコを立て続けに「ころがる」で倒し、最後のピカチュウも威力が高まった「ころがる」の一撃で倒した。再戦時はサトシがこのミルタンクを倒した時点で負けを認めた。
ピッピ
声 - 飯塚雅弓
技：ゆびをふる
ロケット団が連れ去ったピカチュウを助ける為に「ゆびをふる」で「かぜおこし」を出すが、ジム戦では「はねる」が出てしまった。
ジム戦では2匹目。ヒノアラシに敗れた。
ニドリーナ
声 - こおろぎさとみ
技：どくばり、たいあたり
アカネの手持ちの中で唯一ノーマルタイプではない。ジム戦では1匹目でヒノアラシに敗れた。

エンジュジム
マツバ
声 - 松風雅也
登場時期：JT・DP
エンジュジムのジムリーダーで「ゴースト」タイプ使い。スズの塔を守る一族の末裔で、ホウオウなどのエンジュに伝わる伝説のポケモンに詳しい。ゴーストタイプのポケモンの言葉を理解している。穏やかな性格だが、当初はサトシがホウオウを見た事を否定し続けていた。スイクンを追っているミナキとは友人同士だが、スイクンのことになると周りが見えなくなるミナキに手を焼くこともある。DPでは回想シーンで1コマのみ登場。
各国の日本国外名
英語：Morty
韓国語：ユビン（ハングル：유빈）
手持ちポケモン
ゴース
声 - 坂口候一、小西克幸 他
技：ナイトヘッド、したでなめる、さいみんじゅつ
ジム戦の1匹目。ヨルノズクを退け、ピカチュウを一撃で倒すが、ヒノアラシに倒された。
他にも焼けた塔やマツバの倉庫にも多数のゴースがおり、サトシ達やロケット団を炎や襲い掛かるごちそうなどの幻影を見せた。
ゴースト
声 - 坂口候一
技：さいみんじゅつ、したでなめる、あやしいひかり、くろいまなざし
ジム戦の2匹目。「くろいまなざし」と「さいみんじゅつ」によるコンボでヒノアラシを倒すが、ヨルノズクが新たに覚えた「ねんりき」で倒された。
ゲンガー
声 - 小西克幸
技：シャドーボール、ナイトヘッド、あやしいひかり
焼けた塔のゴーストポケモンのリーダー格でもあり、イタズラが好き。ジム戦では3匹目。姿を消したまま攻撃をするが、ヨルノズクの「みやぶる」からの「たいあたり」に敗れた。

タンバジム
シジマ
声 - 角田信朗（JT）→藤原貴弘（PM2）
登場時期：JT・BF・PM2
タンバジムのジムリーダーで「かくとう」タイプ使い。多くの弟子たちと修行しており、一番弟子に空手王のノブヒコ（声 - 大西健晴）がいる。フロンティアブレーンのコゴミに尊敬されている。真っ向勝負を好み、ジム戦でもサトシに力と力の真っ向勝負を挑んだ。ゴーリキーの「じごくぐるま」を食らっても平気という強靭な肉体の持ち主。ただし体力はないのか、走るのは苦手。バトルフロンティア編では、回想シーンで1コマのみ登場。
PM2でサイトウとバトルし、サトシとサイトウのバトルを見届けた。バトルが終わった後、サトシたちにスイーツを振る舞った。
JTやBFの回想での服装は『金・銀・クリスタル』での服装だったが、PM2の再登場時は『ハートゴールド・ソウルシルバー』の服装となっている。
各国の日本国外名
英語：Chuck
韓国語：サド（ハングル：사도）
手持ちポケモン
ゴーリキー
声 - 石塚運昇（JT）
技：からてチョップ、じごくぐるま、クロスチョップ
ジム戦では2匹目。ベイリーフとの小細工なしの組み合いをし続けた末に敗れた。
ニョロボン
声 - 坂口候一→不明（PM2）
技：おうふくビンタ、みずでっぽう、どくづき
ジム戦の1匹目。相性の悪いピカチュウの「10まんボルト」を受けるも耐え、「おうふくビンタ」で倒すがベイリーフに倒された。
PM2では、サイトウのオトスパスとバトルした。

アサギジム
ミカン
声 - かかずゆみ
登場時期：JT・DP
アサギジムのジムリーダーで「はがね」タイプ使い。心優しく面倒見が良い少女だが、気が強い一面もある。当初はデンリュウの「アカリちゃん」を看病するためジムを留守にしていたが、タンバの薬屋の秘伝の薬でアカリちゃんが回復した後はジムに戻る。弟子にコナツ（声 - 笹本優子）がいる。ジム戦では鋼ポケモンの頑丈さを生かした攻撃でサトシを苦戦させるも敗れる。
DPではナギサシティでサトシたちと再会。ポケモンバトルにより磨きをかけるため武者修行の旅をしており、コンテストバトルについても勉強している。ヒカリに今後進むべき道についてアドバイスし、アサギジムに戻る。
JTでの服装は『金・銀・クリスタル』での服装だったが、DPの再登場時は『ハートゴールド・ソウルシルバー』の服装となっている。
各国の日本国外名
英語：Jasmine
韓国語：ギュリ（ハングル：규리）
手持ちポケモン
ハガネール
声 - 石塚運昇
技：アイアンテール、すなあらし、あなをほる、かみくだく
ミカンのエースポケモン。ジム戦では2匹目。地面からの攻撃や「すなあらし」による技の受け流しによってピカチュウを倒すも、ヒノアラシに「すなあらし」を利用された「かえんほうしゃ」による「ほのおのうず」に敗れた。
DPではこのハガネールでケンゴとコンテストバトルをしていた。オーバのゴウカザルともバトルするが、敗れている。
コイル
技：でんじは、でんじほう
ミカンの肩に乗っている。ジム戦では1匹目でピカチュウに敗れた。

チョウジジム
ジムには他にもラプラス、パウワウ、ジュゴン、マリル、シェルダー、ニョロゾがおり、同じポケモンが複数存在する。侵入したロケット団を「れいとうビーム」で凍らせた。
ヤナギ
声 - 清川元夢
登場時期：JT
チョウジジムのジムリーダーで「こおり」タイプ使い。サトシに対しポケモンに対する甘さを厳しく指摘するなど、頑固な性格。若い頃、パートナーだったイノムーに裏切られたことが原因で心を閉ざし、ポケモンとも人間とも距離を置き、「冬のヤナギ」と呼ばれるようになった。その後洞窟で氷漬けになっていたイノムーを発見し、そこで真実を知り心を開いた。
サトシとのジム戦では激しいバトルを繰り広げるが、イノムーの限界を悟ってテクニカルK.Oを宣言。サトシの力を認めてバッジを渡した。
各国の日本国外名
英語：Pryce
韓国語：リュオン（ハングル：류옹）
手持ちポケモン
イノムー
声 - 石塚運昇
技：ふぶき、ねむる、みだれづき、とっしん
ヤナギが若い頃からのパートナー。重傷を負ったヤナギを放置して吹雪の中に去って行った。実はヤナギを助けるため薬草を探しに行った時に崖から転落、そこで氷漬けになってしまい、ヤナギが裏切られたと思ったのは誤解だった。ジム戦では2匹目でフィールドを凍らせて「とっしん」し、「ねむる」で体力を回復する戦法を見せた。
ジュゴン
声 - 小西克幸
技：れいとうビーム、オーロラビーム、ずつき
水中戦を得意とする。ジム戦では1匹目で水中に飛び込んだヒノアラシの「スピードスター」に倒された。

フスベジム
イブキ
声 - 三田ゆう子
登場時期：JT・DP・DA
フスベジムのジムリーダーで「ドラゴン」タイプ使い。リザフィックバレーのジークとは幼馴染、チャンピオンのワタルとは師弟関係にある。
勝気で男勝りな性格で、DAで再登場した時はその性格が強調されている。初代ジムリーダーが暴れるドラゴンポケモンを鎮めて以来、竜の聖域を守る一族の子孫。ジムに代々伝わる「りゅうのきば」を清めるという「みそぎの儀式」を務めている。「竜の牙」を奪おうとするロケット団を退けたり、竜の聖域で「げきりん」を発動し暴走するカイリューを鎮めた。ジム戦では大技を積極的に使い、サトシを苦しめるも敗れた。

DPでは回想シーンで1コマのみ登場。DAでは色違いのクリムガンをゲットする為、洞窟島を訪れたところをサトシと再会。ロケット団の攻撃で暴走したクリムガンを止めてゲットし、竜の里へ向かうための別れ際、アイリスとのバトルを約束してサトシ達と別れた。特別編でフスベシティにやってきたアイリスと再会し、約束通りバトル。色違いのクリムガンでアイリスのカイリューとバトルし、勝利。また、カイリューのげきりんを止めた際の回想シーンはサトシのリザードンの時同様、すべて新規映像で表現されている。
JTやDPの回想での服装は『金・銀・クリスタル』での服装だったが、DAの再登場以降は『ハートゴールド・ソウルシルバー』の服装となっている。
各国の日本国外名
英語：Clair
韓国語：イヒャン（ハングル：이향）
手持ちポケモン
カイリュー
声 - 石塚運昇
性別:♀
技：げきりん、たつまき、しんそく、はかいこうせん
先々代のポケモンで、龍の聖域を守るという先々代の意志を継いで守っている。優しく勇敢な性格だが、ロケット団が原因で龍の聖域が火事になった時に「げきりん」を発動。凄まじい強さを誇り、ハクリューとサトシのピカチュウ、リザードンの3体がかりで大苦戦の末、なんとか治まる。DAで手持ちにしている。花が好きで、アイリスのカイリューとは仲が悪い。
ミニリュウ→ハクリュー
声 - 林原めぐみ
技：しんぴのまもり、でんじは、りゅうのいかり、はかいこうせん、アイアンテール
再戦時のジム戦では3匹目として登場し、ピカチュウを倒し、リザードンを追い詰めるが「ほのおのうず」と「ちきゅうなげ」のコンボに敗れる。リザードンの「ちきゅうなげ」を一度は真正面から打ち破った数少ないポケモン。BW2ではサトシの回想の1シーンに登場している。
キングドラ
声 - 三木眞一郎
技：ハイドロポンプ、スピードスター、はかいこうせん、たつまき、こうそくいどう
ジム戦では初戦・再戦共に1匹目として登場。ピカチュウのどの攻撃でもダメージが小さく、ヨルノズクにもダメージを与えるが、ロケット団の進入で中止。再戦ではカビゴンと戦い、持久戦で体力を削られ、「れいとうパンチ」に敗れる。
ギャラドス
技：ハイドロポンプ、はかいこうせん、りゅうのいぶき、かみつく
ミニリュウを守る役として登場し、ジム戦でも再戦時の2匹目に登場（ギャラドスが苦手なカスミはかなり動揺していた）。ジークによるとキングドラを上回る強さであり、ピカチュウの「10まんボルト」でも一撃では倒れない。カビゴンを倒し、ピカチュウも追い詰めるが敗れる。
クリムガン
声 - 最上嗣生
技：げきりん（ゲット前）、りゅうのいかり、きりさく、かえんほうしゃ、ドラゴンテール
色違いの個体。ロケット団によって「げきりん」を発動し暴走するが、イブキの説得で大人しくなった。BW特別編にて、フスベジムでアイリスのカイリューとバトルした。

### ホウエン地方
トウカジム
センリ
声 - 小杉十郎太
トウカジムのジムリーダーで「ノーマル」タイプ使い。
詳細はアニメ版ポケットモンスターの登場人物#センリを参照。

カナズミジム
ツツジ
声 - 白鳥由里
登場時期：HT
カナズミジムのジムリーダーで「いわ」タイプ使い。ポケモントレーナーズスクールでスクールが始まって以来の優秀な成績を収め、推薦でカナズミジムリーダーとなった。丁寧な言葉遣いで、ポケモントレーナーズスクールの入門クラスの教師も務める。ジム戦では岩ポケモンの防御力を生かしたバトルスタイルをとる。
各国の日本国外名
英語：Roxanne
韓国語：ウォンギュ（ハングル：원규）
手持ちポケモン
イシツブテ
声 - 石塚運昇
技：いわおとし、メガトンパンチ、ころがる
ジム戦で1匹目に登場。「ころがる」「メガトンパンチ」の連続攻撃で相性の悪いキモリを倒すが、ピカチュウの零距離からの「かみなり」に敗れた。
ノズパス
声 - 坂口候一
技：がんせきふうじ、すなあらし、でんじほう、ふみつけ
ツツジの切り札。2匹目に登場し「がんせきふうじ」や「すなあらし」でピカチュウの動きを封じる戦法でピカチュウを苦しめたが、ピカチュウが「でんじほう」を纏ったまま突進してきたため麻痺し、動きが鈍ったところを「アイアンテール」を受けて倒された。

ムロジム
トウキ
声 - 喜安浩平
登場時期：HT・BF
ムロジムのジムリーダーで「かくとう」タイプ使い。サーフィンが好きで、足腰を鍛えさせバランス感覚を養わせるため、マクノシタ（ハリテヤマ）にサーフィンを教えている。軽い口調でサーフィン用語をよく使う。弟子にバトルガールのシノブ（声 - 松岡由貴）がいる。サトシに1度は勝利するが再戦時は敗れる。
バトルフロンティア編では、回想シーンで1コマのみ登場。
各国の日本国外名
英語：Brawly
韓国語：チョルグ（ハングル：철구）/ユ・ミンギ（ハングル：유민기）
手持ちポケモン
ワンリキー
声 - 林原めぐみ
技：クロスチョップ、からてチョップ
初戦には相性の悪いスバメの「つばさでうつ」を受け流し、疲れたところを「クロスチョップ」の一撃で倒し、続くキモリも攻撃を受け流しながら戦うも体力を消耗し、とどめの「はたく」に敗れる。再戦時ではキモリを交代させるも、ヘイガニの連続攻撃に敗れる。
マクノシタ→ハリテヤマ
声 - 三木眞一郎（マクノシタ）→石塚運昇（ハリテヤマ）
技：つっぱり、あてみなげ、ちきゅうなげ、はたきおとす
トウキの切り札。初戦では同じく攻撃を受け流す戦法でキモリを圧倒。そのバトルの最中にハリテヤマに進化し、「はたきおとす」の一撃でキモリを倒す。再戦時にはヘイガニの水中からの攻撃に翻弄されるも、「つっぱり」で水中から引きずり出し、「ちきゅうなげ」で勝利するが、キモリに足を集中的に攻撃されダメージが蓄積。最後にキモリの「はたく」に「はたきおとす」で迎え撃つが体力の差で敗れる。

キンセツジム
テッセン
声 - 緒方賢一
登場時期：HT
キンセツジムのジムリーダーで「でんき」タイプ使い。豪快かついたずら好きな性格で、ジムに様々な仕掛けを施し挑戦者を迎えている。口癖は「笑う門には100万ボルト!」。サトシのピカチュウにあっさり負けて気を落とすが、それは「メカ・ライコウ」を壊したピカチュウが帯電症状を起こして電撃が強力になっていたためであった。ロケット団を撃退した後にサトシは「ジム戦は間違い」と言い、バッジを返そうとするが、テッセンは「ジム戦の時はいつものピカチュウではなかったが、ポケモンを救ったピカチュウの活躍と君とのコンビネーションはバッジに実に相応しい」という一言により献上される。後にサトシとバッジ抜きのバトルをした際は勝利する。弟子にワット（声 - 櫻井孝宏）がいる。
各国の日本国外名
英語：Wattson
韓国語：アンペオ（ハングル：암페어）
手持ちポケモン
コイル
声 - 吉原ナツキ
技：スピードスター、でんじは
ビリリダマ
声 - 三木眞一郎
技：いやなおと
レアコイル
声 - 吉原ナツキ、白石涼子
技：でんじほう
3匹とも帯電上昇を起こしたピカチュウに一撃で倒された。なお、発電所にはこれらとは別個体のコイルやビリリダマが多数いる。
ラクライ→ライボルト
声 - 小西克幸
技：でんじは、でんこうせっか、じゅうでん、でんげきは
サトシとのバトルに負けた後、落ち込んだテッセンの前に現れて懐き、ゲットされた。再会時のロケット団撃退後に進化する。
再戦時にサトシが新たにゲットしたコータスと対戦。コータスの「オーバーヒート」を「じゅうでん」で受け流すと同時に攻撃力を上げ、パワーが上がった「でんげきは」で倒した。

フエンジム
以前はムラ爺がジムリーダーを務めていたが、現在はアスナがジムリーダーを務めている。
アスナ
声 - 夏樹リオ
登場時期：HT
フエンジムのジムリーダーで「ほのお」タイプ使い。祖父のムラ爺の跡を継いだ、新人ジムリーダー。バトル場の整備を怠っていたり、ジムバッジの置き場所がわからないなど、ややおっちょこちょいな性格。ジム戦では炎タイプの大技で攻めるという攻撃的なバトルスタイルをとる。
各国の日本国外名
英語：Flannery
韓国語：ミンジ（ハングル：민지）
手持ちポケモン
コータス
声 - 石塚運昇
技：てっぺき、オーバーヒート、かえんほうしゃ、ヘドロばくだん
ジム戦では3匹目に登場。「てっぺき」で攻撃を受け流し、「オーバーヒート」で一気に攻める戦法でピカチュウとキモリを倒しヘイガニも苦戦させるも、ヘイガニの「クラブハンマー」に甲羅を横から叩かれ回転。目が回り甲羅から出てきたところに「バブルこうせん」を受け敗れる。
マグマッグ→マグカルゴ
声 - 三木眞一郎
技：リフレクター、すなあらし、かげぶんしん、かえんほうしゃ
ニックネームは「マグ」。ジム戦の直前に進化した。
ジム戦の1匹目。「リフレクター」で物理技の威力を弱め、「すなあらし」でヘイガニにダメージを与えたが、「クラブハンマー」に敗れる。
マグマッグ
声 - 佐藤智恵
技：あくび、スモッグ、かえんほうしゃ、のしかかり
ニックネームは「メグ」。
ジム戦の2匹目。ヘイガニを「あくび」で眠らせ、キモリを「かえんほうしゃ」で足を負傷させて立て続けに交代させ、ピカチュウも「スモッグ」で視界から消して翻弄したが、「スモッグ」に電気技が伝わって居場所を知られ、「でんこうせっか」を受け敗れる。

ムラ爺
声 - 長嶝高士
登場時期：HT
フエンジムの元ジムリーダー。アスナの祖父で、「じっちゃん」と呼ばれている。ポケモン川柳にのめり込み、川柳のベストセラー本に影響されたことで旅に出ていた。しかし、未だ一人前とはいえないアスナを心配しジムに戻る。
手持ちポケモン
バクフーン
技：かえんほうしゃ、ずつき、かえんぐるま
キャモメ
技：でんこうせっか

ヒワマキジム
ナギ
声 - 氷青
登場時期：HT
ヒワマキジムのジムリーダーで「ひこう」タイプ使い。「天才飛行ポケモン使い」と呼ばれており、ジム戦の前には大空の神に祈りを捧げる。ジム戦では空中のポケモンを見やすくするため、ジムリーダーと挑戦者はゴンドラに乗って試合を行う。スピードを重視したバトルスタイルをとり、電気技への対策として「はがねのつばさ」を利用した攻撃の受け流しをポケモンに覚えさせている。弟子にゼカー（声 - 山口隆行）がいる。
各国の日本国外名
英語：Winona
韓国語：ウンソン（ハングル：은송）
手持ちポケモン
エアームド
声 - 小西克幸
技：ドリルくちばし、はがねのつばさ
通常の個体より大きい。ジム戦には参戦しなかった。
チルタリス
声 - 西村ちなみ
技：りゅうのいぶき、つつく
ジム戦の1匹目。上空からの「つつく」や「りゅうのいぶき」でジュプトルを苦しめたが、ポールを利用して上をとられ「リーフブレード」で地面に叩きつけられて敗れる。
ペリッパー
声 - 佐藤智恵
技：はがねのつばさ、ハイドロポンプ
ジム戦の2匹目。「はがねのつばさ」をアース代わりにピカチュウの電気技を地面に受け流し「ハイドロポンプ」で大ダメージを与えたが、攻撃に集中し、翼が地面から離れた隙に「かみなり」を受け敗れるも、ピカチュウも体力を消耗していたため相打ちとなる。
オオスバメ
声 - 坂口候一
技：つばめがえし、つつく、はかいこうせん
ナギの切り札。色違いの個体。
ジム戦の3匹目。ジュプトルを「つばめがえし」の一撃で倒し、上空では体勢が崩れ「つばさでうつ」が使えないサトシのオオスバメ相手に背後からの「つつく」や「はかいこうせん」で苦しめたが、サトシのオオスバメが急降下し、地面に向かって「つばさでうつ」を放ち砂煙が起こり、落下スピードにより居場所がわかってしまい、そこを目がけて「つばさでうつ」を放たれ、敗れる。

トクサネジム
トクサネジムのジムリーダーを務める双子で、「エスパー」タイプ使い。父親のジン（声 - 小西克幸）は宇宙飛行士で宇宙センターの所長、母親のレイ（声 - わくさわりか）は宇宙センターの職員でジムの審判である。
双子という立場を利用したコンビネーションバトルで戦うが、うまく息を合わせることができず喧嘩することもある。近距離攻撃には「サイコキネシス」で動きを封じ、遠距離からは「ひかりのかべ」・「すなあらし」で技を通さず、「れいとうビーム」・「ソーラービーム」でフィニッシュという戦法をとる。ジム戦では息の合ったコンビネーションでサトシのピカチュウとオオスバメを終始圧倒するが、サトシが使った「かみなり」のエネルギーを身体に纏ったまま突撃するという奇抜な戦法の前に敗れる。
フウ
声 - 水島大宙
登場時期：HT
ランの双子の弟。ランから年下扱いされることを好まず、コンプレックスを抱いている。同じく弟で姉を持つマサトとは気が合う。
各国の日本国外名
英語：Tate
韓国語：プン（ハングル：풍）
手持ちポケモン
ソルロック
声 - 坂口候一
技：サイコキネシス、ソーラービーム、すなあらし、たいあたり

ラン
声 - 横山智佐
登場時期：HT
フウの双子の姉。勝気な性格だが、家族想いのしっかり者。
各国の日本国外名
英語：Liza
韓国語：ラン（ハングル：란）
手持ちポケモン
ルナトーン
声 - 佐藤智恵
技：サイコキネシス、れいとうビーム、ひかりのかべ、たいあたり

ルネジム
ルネジムの元ジムリーダーであるミクリと現在のジムリーダーであるアダンとの関係は不明である。
アダン
声 - 速水奨
登場時期：HT
ルネジムのジムリーダーで「みず」ポケモン使い。元コーディネーターで、グランドフェスティバル優勝経験もある。ルネシティでは水のイリュージョニストとしてショーを見せることもあり、マダム達に人気。紳士的で誰に対しても丁寧な言葉遣いである。バトルに芸術性を求めており、いかにして華麗に技を出すか考えながら自身のポケモンを育成していた。
バトル形式は5対5、最初にダブルバトルをして先にどちらかの2匹が戦闘不能になった後に、シングルバトルをする独特のもので行う。
各国の日本国外名
英語：Juan
韓国語：アダン（ハングル：아단）
手持ちポケモン
ミロカロス
声 - 西村ちなみ
技：アイアンテール、ハイドロポンプ、たつまき、じこさいせい
アダンの切り札でジム戦の5匹目。オオスバメを「たつまき」の一撃で倒す。続くピカチュウも「アイアンテール」のぶつかり合いはパワーの差で勝り、水を巻き上げた「たつまき」で苦しめ、「じこさいせい」で回復しながら優位に戦ったが、水中に引きずりこまれながらの「かみなり」に敗れる。
アズマオウ
声 - 小西克幸
技：つのでつく、つのドリル、はかいこうせん
トドグラーとのタッグで登場。「つのドリル」で電気技を受け流しながら戦う。「はかいこうせん」でユキワラシを倒すが、ピカチュウの「アイアンテール」に隙を突かれ敗れる。
トドグラー
声 - 三木眞一郎
技：アイスボール、ふぶき、オーロラビーム
アズマオウとのタッグで登場。出すたびに威力が上がる技「アイスボール」の特徴を活かしながら戦ったが「かみなり」で「アイスボール」を砕かれダメージを受け、交代したヘイガニの「クラブハンマー」に敗れる。
ラブカス
声 - 林原めぐみ
特性：すいすい
技：てんしのキッス、みずのはどう、みずでっぽう
ジム戦の3匹目。相性の悪いジュプトルを「てんしのキッス」で混乱させて体力を削った後「みずでっぽう」で下し、ヘイガニもバトル中に生じた水しぶきにより特性「すいすい」を発動し翻弄したが、水面に「バブルこうせん」で攻撃し、水しぶきを止めて動きが戻ったところを付かれ「クラブハンマー」に敗れる。
ナマズン
声 - 三木眞一郎
技：いわくだき、はかいこうせん、くすぐる、なみのり
ジム戦の4匹目。「なみのり」の波で「バブルこうせん」を防ぎつつ、「いわくだき」の一撃でヘイガニを下し、オオスバメも攻撃をプールを利用しかわしながら優位に戦ったが、オオスバメがプールに潜り「でんこうせっか」を命中させ、その衝撃で空中に引きずり出され再び潜ろうとしたところに「でんこうせっか」のスピードを生かした「つばめがえし」を受け敗れる。
上記以外にもショーをする際にサクラビス、シードラ、ルリリ、トサキント、ホエルコ、サニーゴ、ドジョッチ、チョンチー、キャモメ、アメモース、ペリッパー、ヒトデマン、ドククラゲを使用している。
手持ちポケモンは「どろあそび」や「ミラーコート」、「しんぴのまもり」や「つのドリル」、「じこさいせい」などで苦手な電気技を対策している。
ミクリ
声 - 森川智之
元ルネジムのジムリーダー。「みず」タイプ使い。コンテストマスター。
各国の日本国外名
英語：Wallace
韓国語：ユンジン（ハングル：윤진）

### シンオウ地方
劇場版『幻影の覇者 ゾロアーク』ではエンディングにおいてシンオウのジムリーダー8人全員が1コマずつ登場している。
クロガネジム
以前はトウガンがジムリーダーを務めていたが、現在はヒョウタがジムリーダーを務めている。
ヒョウタ
声 - 我妻正崇（幼少期 - 雪野五月）
登場時期：DP・MV
クロガネジムのジムリーダーで「いわ」タイプ使い。シンジには敗れサトシには勝利するが、再戦時はサトシに敗れる。その後ミオジムジムリーダーである父・トウガンとの親子喧嘩の最中にサトシたちと再会。和解した後、ミオジム戦で審判を務める。
基本的に温和な性格で、自分のポケモンとのトレーニングは常に怠らず、先にバトルをしたシンジのことにばかりこだわるサトシに自分とのバトルに集中するよう諭すなど、ジムリーダーとしての器も相応。ジム戦では挑戦者を試すように、プレッシャーを与え続けるバトルをする。大の化石好きで、化石発掘隊の隊長も務めており、発掘された化石に語りかけたり、サトシ達に化石の素晴らしさを力説したり、同じく化石好きの父・トウガンと張り合うなど、化石のことになると熱くなる。なお、子供の頃に最初に見つけた化石は、ヒマナッツの葉っぱだった。
各国の日本国外名
英語：Roark
韓国語：ガンソッ（ハングル：강석）
手持ちポケモン
イシツブテ
声 - 三木眞一郎
技：めざめるパワー、ころがる、ちきゅうなげ
技のパワーが高く、マリルリの「バブルこうせん」やエイパムの「きあいパンチ」を受け止めるほど。シンジ戦では1匹目で相性が不利なマリルリを一撃で倒すも、続くシンジのエレキッドの「かわらわり」で倒れる。サトシとの初戦では使用されず、再戦時で2匹目に登場。こちらもヒカリが編み出した回転して相手の攻撃を受け流す戦法をマスターしたエイパムの「きあいパンチ」で倒れる。
イワーク
声 - 石塚運昇
技：たたきつける、すてみタックル、ステルスロック、いやなおと
特性：いしあたま
イワークを育てたことがあるタケシが認めるほど育っている。かなり素早く、「いやなおと」で相手の動きを止める。特性が「いしあたま」なので「すてみタックル」の反動は受けない。シンジ戦では2匹目に登場。エレキッドに十分なダメージを与え、続くヒコザルにもダメージを与えたが、ヒコザルの「あなをほる」で敗れる。サトシの初戦では2匹目に登場。ダメージが溜まっていたナエトルを「すてみタックル」で倒し、ピカチュウも「いやなおと」で倒す。再戦時には1匹目に登場。ヒカリが編み出した回転して相手の攻撃を受け流す戦法をマスターしたピカチュウにより倒れるが、十分なダメージを与える。
ズガイドス→ラムパルド
声 - うえだゆうじ（ズガイドス）→三宅健太（ラムパルド）
特性：かたやぶり
技：ずつき、しねんのずつき、きあいだめ、かえんほうしゃ、もろはのずつき
化石から復元されたヒョウタの切り札でスピードやジャンプ力があり、耐久力もある。シンジ戦では3匹目に登場し、ヒコザルを倒して再び繰り出したエレキッドとも激戦を繰り広げるが、足を痛めて接戦の末に敗れる。サトシの初戦では1匹目に登場。エイパムを倒し、ピカチュウ、ナエトルを苦戦させるが、ナエトルの「はっぱカッター」で倒れる。サトシの再挑戦の直前に進化し、再戦時では3匹目に登場。エイパム、ピカチュウを続けて倒し、最後に繰り出したナエトルをも苦戦させるも、「はっぱカッター」で視界を隠した隙を突かれて「はっぱカッター」で倒される。トウガンとのバトルでも繰り出すが、この時はロケット団の騒動により決着はつかなかった。特性が「かたやぶり」のため、ピカチュウの「せいでんき」を受け付けない。

トウガン
クロガネジムの元ジムリーダー。

ハクタイジム
ナタネ
声 - 本多知恵子
登場時期：DP・MV
ハクタイジムのジムリーダーで「くさ」タイプ使い。ハクタイの森でサトシたちと出会うが、当初はジムリーダーであることを隠し、サトシとナエトル同士でバトルして勝利する。その後DP36話で自らの身分を明かし、サトシの挑戦を受けて行ったジム戦では敗れる。DP第54話でコジロウのサボネアをスカウトし、コジロウは最初は大反対したが最終的に強く育てることを約束してナタネが預かった。
カスミが水ポケモンが大好きなことに似たようにナタネは大の草ポケモン愛好家で、草ポケモンに自分を攻撃させて喜んだり、他人のポケモンでも草タイプならば飛びついて頬ずりしたり、ロケット団（コジロウ）のことも「草ポケモントレーナーに悪い人はいない」と言い、サトシ達を呆れさせていた。「ずばり」が口癖。サトシとのジム戦中は他の場面とは異なり、口調が威圧的であった。
レギュラーキャラクター以外で次回予告を務めたキャラクターでもある。
各国の日本国外名
英語：Gardenia
韓国語：ユチェ（ハングル：유채）
手持ちポケモン
チェリンボ
声 - 西村ちなみ
技：ソーラービーム、マジカルリーフ
ハクタイの森でのバトルはすぐ引っ込めたが、ジム戦では天気を利用したバトルで猛威を振るった。
ナエトル
声 - 伊東みやこ
技：やどりぎのタネ、たいあたり、リーフストーム、かみつく
サトシのナエトルより素早さが高く、技をかわした際の動きも見えにくいほどである。
キレイハナ
セリフのみ。
ラフレシア
セリフのみ。
ウツボット
セリフのみ。
ロズレイド
声 - 大谷育江
技：くさむすび、ウェザーボール、マジカルリーフ、フラッシュ
ジム戦での切り札。
サボネア
声 - 小西克幸
技：ニードルアーム、ミサイルばり、すなあらし、ドレインパンチ
元はコジロウのポケモンで、彼から預かる。
この他に伝達係・ジム戦の審判としてコノハナもいるが、ナタネのポケモンかは不明。

トバリジム
スモモ
声 - 遠藤綾
登場時期：DP・MV
トバリジムのジムリーダーで「かくとう」タイプ使い。自身も有名な格闘家であり、腕や脚の力は「はどうだん」を弾くほど。年齢が近いサトシやヒカリも含め、あらゆる人物とポケモンに対し敬語で話す。就任してからまだ半年の新人ジムリーダーであり、ジムリーダーとしての仕事に対するプレッシャーを感じ始めた頃に、シンジとのジム戦で完敗してしまう。その際に彼に罵倒されたことで自信をなくしスランプに陥るが、ヒカリとのバトルでスランプから脱出する。その後サトシとバトルし引き分けるが、サトシの実力を認めバッジを渡す。
シンジの兄のレイジとは知り合いである。クロダ（声 - 石塚運昇）をはじめ多数の弟子がいる。
各国の日本国外名
英語：Maylene
韓国語：ザドゥ/ジャドゥ（ハングル：자두）
手持ちポケモン
ルカリオ
声 - 阪口大助
技：はどうだん、ボーンラッシュ、メタルクロー、はっけい
スモモの一番のパートナー。自信をなくしたスモモに「はどうだん」を放ち何とか立ち直らせようとしていた。
アサナン
声 - 西村ちなみ
技：みきり、ドレインパンチ、ねんりき、ヨガのポーズ
「みきり」と「ねんりき」で相手の攻撃を受け流し、受けたダメージは「ドレインパンチ」でカバーする。
ゴーリキー
声 - 小西克幸
技：ばくれつパンチ、かわらわり、クロスチョップ、ちきゅうなげ

ノモセジム
マキシ
声 - 稲田徹
登場時期：DP・MV
ノモセジムのジムリーダーで「みず」タイプ使い。一人称が「俺様」で、いつでも気合十分な態度であり、自分のポケモンの強さにはかなり自信を持っている。しかしロケット団と戦おうとした時にモンスターボールをジムに忘れていたなど、おっちょこちょいでもある様子。ノモセ大湿原で開催されたグレッグル祭りでは審査委員長を務めた。アクシデントがあったテッセンを除けば、サトシのポケモンを1匹も倒せずに負けた唯一のジムリーダー。
覆面レスラーのような服装をしており、「マキシマム仮面」と名乗っている。
各国の日本国外名
英語：Crasher Wake
韓国語：メッシロ（ハングル：맥실러）
手持ちポケモン
ギャラドス
技：りゅうのいかり、かみつく
みず・ひこうタイプであるがサトシのピカチュウの「10まんボルト」を受けて耐え切る体力を持っている。
ヌオー
声 - 小西克幸
技：みずでっぽう、どろばくだん、れいとうビーム
陸での動きは鈍いが、水中では素早い上に耐久力がある。
フローゼル
声 - 小西克幸
技：かまいたち、ビルドアップ、こおりのキバ、うずしお
マキシの切り札で、サトシのブイゼルの「みずのはどう」を片手で弾き飛ばすなどとてつもないパワーの持ち主。浮き袋を膨らませることで、直接攻撃を無効化する特技を持つ。

ヨスガジム
メリッサ
声 - 井上喜久子
登場時期：DP・MV
ヨスガジムのジムリーダーで「ゴースト」タイプ使い。以前はポケモンコンテストでトップコーディネーターとしても活躍していた。コンテストバトルでの技術を認められ、ヨスガジムのジムリーダーとなった。ジム戦の激しさとコンテストの美しさを組み合わせたバトルスタイルをとる。
旅を通じてポケモンと触れ合い、より実力に磨きをかけたいという思いから、度々ジムを離れ修行の旅をしている。カンナギタウンでサトシ達と出会った後にジムに戻る。シンオウ地方のグランドフェスティバルでは審査員を務めた。英語交じりの日本語で話す。
各国の日本国外名
英語：Fantina
韓国語：メリサ（ハングル：멜리사）
手持ちポケモン
ムウマ→ムウマージ
声 - 西村ちなみ
技：サイケこうせん、マジカルリーフ、サイコウェーブ、あくのはどう
ポケモントレーナー時代からのパートナー。
ゲンガー
声 - 石塚運昇
技：シャドーパンチ、さいみんじゅつ、ナイトヘッド
フワンテ→フワライド
声 - 伊東みやこ
技：あやしいかぜ、さいみんじゅつ、サイコキネシス、おにび
タマゴから育てていて、カンナギタウンでのサトシとのバトルで進化。「さいみんじゅつ」で相手を眠らせ、その間に攻撃するという戦法を使う。

ミオジム
トウガン
声 - 矢尾一樹
登場時期：DP・MV
ミオジムのジムリーダーで「はがね」タイプ使い。クロガネジムのジムリーダーであるヒョウタの父で、先代のクロガネジムのジムリーダーだった。ある時突如クロガネジムのジムリーダーを辞め、家族を置いてミオシティに旅立ってしまう。そのことを非難する息子との間に確執があったが、実際は家族想いであり、クロガネジムのジムリーダーを辞めた本当の理由をヒョウタに伝えて和解する。
息子と同様、大の化石好きで、どちらが化石が好きかで息子と張り合う。さらに穴好きでもあり、ロケット団のスコップを使って掘った穴を気に入ったが、メカで掘った穴は気に入らなかった。口癖は「○○ が好きだー!!」と「○○ と見たっ!!」。厳しさを「甘い蜜を掛けた大福」「あんこの入ったエクレア」など、甘い物で例えている。防御を重視したバトルスタイルをとる。
各国の日本国外名
英語：Byron
韓国語：ドングァン（ハングル：동관）
手持ちポケモン
ドーミラー
声 - 阪口大助
特性：たいねつ
技：あまごい、ジャイロボール
特性の「たいねつ」と、覚えている「あまごい」で苦手な炎技のダメージを激減できる。
ハガネール
声 - 三宅健太
技：いやなおと、アイアンテール、しめつける
ヒョウタのイワーク同様、「いやなおと」の衝撃波で相手の動きを止める。この戦法は元々トウガンのものだった。
トリデプス
声 - 石塚運昇
技：てっぺき、かえんほうしゃ、アイアンヘッド、ラスターカノン、メタルバースト
ヒョウタのラムパルドと互角に張り合う実力を持つ。

キッサキジム
スズナ
声 - 下屋則子
登場時期：DP・MV
キッサキジムのジムリーダーで「こおり」タイプ使い。キッサキシティは他の町から遠い上に寒いためトレーナーからは敬遠されているようである。そのためかキッサキジムへの挑戦者が少なく暇なことが多く、トレーナーズスクールの先生も務める。積極的で勝気な性格であり、勝負事には厳しい。ヒカリの冬服を見て目を輝かせるといった女の子らしい一面もある。
昔はスズナ自身もトレーナーズスクールの生徒で、かつての後輩であるノゾミを「ノゾっち」と呼んでいる。ジムを休んでノゾミのコンテストに応援に行くこともある。上着を腰に巻きつけて気合を入れるなど、自身とポケモンに気合を入れて相手を攻める攻撃的なバトルスタイルをとる。
各国の日本国外名
英語：Candice
韓国語：ムチョン（ハングル：무청）
手持ちポケモン
ユキノオー
声 - 佐藤智恵
技：こおりのつぶて、ふぶき、れいとうパンチ、ウッドハンマー、はっぱカッター
スズナの切り札。スズナが名乗る時に独自のポーズを取る。
ニューラ
声 - 雪野五月
技：こごえるかぜ、みだれひっかき
素早さが高く、氷のフィールドをスケートのように滑りながら相手を攻撃する。
チャーレム
声 - 林原めぐみ
技：ねんりき、ほのおのパンチ
ジム戦に参加したスズナのポケモンで唯一氷タイプではない。
ユキカブリ
声 - 雪野五月
技：れいとうビーム、こごえるかぜ、はっぱカッター、タネマシンガン
ドードリオ
スズナの移動用のポケモン。

ナギサジム
デンジ
声 - 野島裕史（幼少期 - 阪口大助）
登場時期：DP・PM2・MV
ナギサジムのジムリーダーで「でんき」タイプ使い。「ナギサのいかずち」と呼ばれるシンオウ地方最強のジムリーダーとして知られ、ジムリーダーに就任してからは無敗を誇る実力者。四天王のオーバとは幼少の頃からポケモン勝負で張り合っていたが、ある時現れた共通の敵である流れ者の密猟者（声 - 相沢正輝）を協力して撃退してからはお互いに友情が芽生えた。
オーバが武者修行の旅に出るのと同時期にナギサジムのジムリーダーとなるが、自分にとって弱いチャレンジャーと戦い続けているうちに、バトルに対する意欲が失せてしまう。そして趣味の機械工作に没頭し、ナギサシティのソーラーシステムや、町中の電力供給を全て制御するナギサタワーを一から作り上げた。
ナギサタワー完成後は完全に燃え尽きてしまい、ジムリーダーとしての仕事も行わずナギサタワーに篭っていた。サトシとのジム戦も最初は断っていたが、サトシとオーバのバトルを見てかつての自分を思い出し、自分にはまだやるべき事があることを感じ、サトシとのバトルを承諾する。
ロケット団によるナギサタワー強奪事件の際にはサトシと協力してタワーを奪回するが、チャレンジャーとのバトルを省略し、自由にバッジを配っていたジムの設備が壊れてしまった為、ジム戦は延期となる。その後、DP第179話で再戦。切り札のレントラーでゴウカザルを追い詰めるも、「もうか」を完全にコントロールしたゴウカザルに敗れる。
PM2で再登場。サトシとハイパークラスのバトルを繰り広げる。
各国の日本国外名
英語：Volkner
韓国語：ジョンジン（ハングル：전진）
手持ちポケモン
ピカチュウ→ライチュウ
声 - 雪野五月（ピカチュウ）→佐藤智恵（ライチュウ）
技：10まんボルト、ボルテッカー、アイアンテール（ピカチュウ時）、かみなり（ライチュウ時）
デンジが子供の頃からのパートナー。ジム戦では使用しなかった。
レントラー
声 - 小西克幸（DP）→佐藤健輔（PM2）
技：エレキフィールド、ライジングボルト、バークアウト（ワールドチャンピオンシップス時）、かみなりのキバ、アイアンテール、でんげきは、かげぶんしん（ジム戦時）
デンジの切り札。ジム戦の3匹目。ピカチュウを倒すも、「もうか」を完全にコントロールしたゴウカザルに敗れる。
ワールドチャンピオンシップスでは1匹目。ルカリオを圧倒し、ゲンガーには惑わされスピンロトムと交代。その後、スピンロトムが敗れた際に再び投入。最後はルカリオの「はどうだん」と「ライジングボルト」のぶつかり合いに引き分ける。
エレキブル
声 - 小西克幸（DP）→中村悠一（PM2）
特性：でんきエンジン
技：かみなりパンチ、ほのおのパンチ、アイアンテール、ワイルドボルト、れいとうパンチ（ジム戦時のみ）
ジム戦の1匹目。相性の悪いドダイトスを「ほのおのパンチ」「れいとうパンチ」で倒し、ピカチュウの電気技を特性「でんきエンジン」で吸収して素早さを上げるもピカチュウの特性「せいでんき」によって動きが鈍った隙を突かれ「アイアンテール」で敗れる。
ワールドチャンピオンシップスでは3匹目。ピカチュウの「10まんボルト」を繰り出すタイミングでロトムから交代。「でんきエンジン」による上がった素早さと二刀流の「アイアンテール」でピカチュウを圧倒し、ルカリオも「かみなりパンチ」で麻痺状態にした。ルカリオとレントラーが相打ちした後は再びサトシのピカチュウと対面し、お互いに引けを取らないバトルを繰り広げる。最後はピカチュウのZワザ「1000まんボルト」を吸収しようとしたが、吸収し切れず敗れた。
サンダース
声 - 古島清孝
技：10まんボルト、シャドーボール
ジム戦の2匹目。ゴウカザルに敗れる。
スピンロトム
技：エアスラッシュ、でんじは、たたりめ
ワールドチャンピオンシップスで2匹目に初登場。ゲンガーを「でんじは」「たたりめ」のコンボで倒し、ピカチュウの「エレキネット」にかかったところでエレキブルと交代。その後、エレキブルの「かみなりパンチ」で麻痺になったルカリオに「たたりめ」を決めるも、渾身の「きしかいせい」を食らい敗北。

### イッシュ地方
シャガ・シズイ・チェレン以外のジムリーダーはBW2の第103話でサトシの回想としても登場。劇場版『神速のゲノセクト ミュウツー覚醒』ではエンディングにおいてジムリーダー11人全員が1コマずつ登場している。
サンヨウジムジムリーダー3兄弟
サンヨウジムのジムリーダーを務める三つ子の兄弟。本来は3人のうち誰か一人を選んでバトルをするが、サトシは3人全員とのバトルを望んだ為、3人との勝ち抜き戦となった。ジムでは同時にレストランも営んでおり、店にはファンの女性たちが多数詰めかけている。
三人とも性格もバトルスタイルも全く違うが、「そのおかげでお互いの弱い部分を補ってこれた」とデントは語っている。
デント
声 - 宮野真守
サンヨウジムのジムリーダーの一人。「くさ」タイプ使い。
ポッド
声 - 森田成一
サンヨウジムのジムリーダーの一人。「ほのお」タイプ使い。
コーン
声 - 石井真
サンヨウジムのジムリーダーの一人。「みず」タイプ使い。

シッポウジム
アロエ
声 - 田中敦子
登場時期：BW・MV
シッポウジムのジムリーダーで「ノーマル」タイプ使い。シッポウ博物館の館長も務める。夫のキダチ（声 - 川島得愛）はシッポウ博物館の副館長であり、ジム戦での審判も務める。
豪快かつ好戦的な性格の女性で、夫からは「ママ」、ドン・ジョージからは「アロエのおっかあ」と呼ばれる。書庫にジム戦の挑戦者を迎え、どのようなトレーナーであるかを見極めてからジム戦を行う。
ジム戦はアロエ側も交代ありのルールで行われる。15話のサトシ戦では、ヨーテリーの「ほえる」で相手のもう1匹を引きずり出してからのミルホッグの「くろいまなざし」のコンボでサトシの作戦を完全に崩して勝利した。第16話の再戦ではハーデリアとミルホッグで同じコンボを使用したが、特訓を積み、パワーアップしたポカブとミジュマルの前に敗北した。
各国の日本国外名
英語：Lenora
韓国語：アロエ（ハングル：알로에）
手持ちポケモン
ミルホッグ
声 - 渡辺明乃
技：くろいまなざし、けたぐり、10まんボルト、あやしいひかり
「くろいまなざし」→「あやしいひかり」のコンボを得意とする。
ヨーテリー
声 - 浅井清己
技：ほえる、シャドーボール、とっしん
ハーデリア
声 - 宮野真守
技：まもる、ほえる、シャドーボール、ギガインパクト
第16話の再戦で使用。技はほぼ同じだが、15話のヨーテリーの進化形かは言及されていない。

ヒウンジム
アーティ
声 - 古谷徹
登場時期：BW・MV
ヒウンジムのジムリーダーで「むし」タイプ使い。「天才的なアーティスト」を自称し、また虫ポケモンの使い手として有名らしく、デントもその名前を知っていた。
「森でポケモンのように自然の中で生活することで、忘れ去られていた感性が蘇る、大自然の素晴らしさに気づく、森と一体化できる」と語っている。創作に行き詰り、ヤグルマの森でアイディアを考えていた所でサトシたちと知り合う。「芸術には汚れなき純粋な心が必要」と考えており、「純情ハート」が口癖。語尾に「〜ん」と付ける。子供の頃に虫ポケモンの美しさを知り、絵を描いたりバトルをしたりを繰り返していたが、「現在でもポケモンから新しい発見を得ることがある」と語っている。
バトルではまもる、てっぺきなど防御を主体とした戦法を取る。サトシとのジム戦では得意の戦法で攻めるも敗北する。
各国の日本国外名
英語：Burgh
韓国語：アティ（ハングル：아티）
手持ちポケモン
ハハコモリ
声 - たかはし智秋
技：いとをはく、はかいこうせん、リーフストーム、まもる
アーティ曰く、「ヒウンジムの守護神」。川に流されたサトシとクルミルを助け、クルミルの新しい服を作った。ジム戦では3匹目に登場し、クルマユを倒す。続いてピカチュウも「いとをはく」により動きを鈍らせるが、サトシの捨て身の作戦で糸が切れ、「エレキボール」を受け倒される。
イシズマイ
声 - 浅井清己
技：あなをほる、シザークロス、まもる、がんせきほう
ジム戦の1匹目。背中の岩は通常のイシズマイの物より軽い。サトシのポカブを倒すが、クルミルに敗れる。
ホイーガ
声 - 古島清孝
技：どくばり、ハードローラー、てっぺき、ソーラービーム
ジム戦の2匹目。「てっぺき」で防御し、「ハードローラー」で攻める戦法でクルミルを追いつめるが、「ソーラービーム」を受けて進化したクルマユに敗れる。

ソウリュウジム
シャガ
声 - てらそままさき
登場時期：BW・PM2・MV
ソウリュウジムのジムリーダーで「ドラゴン」タイプ使い。「ドラゴンマスター」と呼ばれる存在であり、その肩書に相応しく圧倒的な実力を持つ。ソウリュウ学園の学園長も務めている。
BW第33話のアイリスの回想で初登場。竜の里で開かれたポケモン大会で優勝し天狗になっていたアイリスからバトルを申し込まれ、実力の差を見せ付けた。アイリスに対してはこの時から目をかけており、その才能を見込んでいずれはソウリュウジムの後継者にと考えている。アイリスに「広い世界での体験を積み重ねることで、ドラゴンマスターに近づくことが出来る」という判断の元、旅に出るようオババ様に勧めたのもシャガである。
BW2編第16話にて竜の里に立ち寄ったアイリスの成長を見るために再登場。進化したことで驚き暴れるショウブ（声 - 竹達彩奈）のサザンドラを鎮めたアイリスを見て、ソウリュウジムでのバトルを約束する。アイリスに勝利した後は、「さらに己を鍛えて強く大きくなり、再びここを訪れるがいい」と再戦の約束をした。
バトルでは相手の攻撃を真っ向から受け止め、その間に反撃する戦法を取る。
PM2の第65話で再登場し、ソウリュウジムを貸し、サトシとアイリスのバトルを観戦した。
各国の日本国外名
英語：Drayden
韓国語：サガン（ハングル：사간）
手持ちポケモン
オノノクス
声 - 石塚運昇
技：いわくだき、ギガインパクト
アイリスのドリュウズの攻撃をものともしないなど、桁外れの戦闘能力を持つ。アイリスのドリュウズは本能的に敵わない相手だと悟ったほどであり、ドリュウズが閉じこもった原因となった。ジム戦では1匹目として登場し、ドリュウズと再戦、「ギガインパクト」と「ドリルライナー」のぶつかり合いの果てに相討ちとなる。
クリムガン
声 - 三宅健太
技：ドラゴンクロー、ラスターカノン、かげぶんしん、ドラゴンテール
ジム戦の2匹目として登場し、カイリューとバトルする。弱点である「れいとうビーム」を正面から受けても耐える防御力を持つ。「かげぶんしん」でカイリューを翻弄し、弱点の「ドラゴンダイブ」も片手で受け止め、最後は「ドラゴンテール」で倒す。
キバゴ
PM2に登場。サトシからアイリスのキバゴと間違えられた。

ライモンジム
カミツレ
声 - 小林由美子
登場時期：BW・MV
ライモンジムのジムリーダーで「でんき」タイプ使い。売れっ子のファッションモデルでもあり、ファッションショーでは「イッシュ地方の流行の最先端を行くカリスマモデル」と紹介されている。雑誌で「女性の憧れの的」と紹介されるなど女性を中心に人気が高く、ショーやジム戦には多数のファンが詰め掛ける。
「ポケモンバトルは単に戦うだけでなく、その人の全てを表現するショーである」と語っている。「クラクラ（ゾクゾク）しちゃう」が口癖。サトシとジム戦を行うも敗北する。
ポケモンを出す際の掛け声は「○○!スポットライトの中へ!」。
『シーズン2』第2話でホウエン地方からイッシュ地方にやってきたヒカリが、サトシ達と合流する前にライモンシティでポケモンミュージカルと共にカミツレのファッションショーを見物したことが回想で語られた。
各国の日本国外名
英語：Elesa
韓国語：カミレ（ハングル：카밀레）
手持ちポケモン
ゼブライカ
声 - 佐藤健輔
技：ニトロチャージ、にどげり、ワイルドボルト、でんこうせっか
スピードとパワーを併せ持ち、ベルとのジム戦ではベルの手持ち3匹を倒している。サトシ戦では1匹目でガマガルを相手に得意の電気技を封じられながらもほぼ優位に戦うが、「ちょうおんぱ」で混乱し、「マッドショット」で目が見えなくなり、その隙を「ハイドロポンプ」で突かれ倒れる。
エモンガ
声 - 福圓美里
性別：♀
技：メロメロ、つばめがえし、アクロバット、エレキボール
サトシ戦の2匹目として登場。ガマガルを「メロメロ」状態にして「つばめがえし」で倒す。続いてツタージャも倒すが、最後にサトシが繰り出したピカチュウの「でんこうせっか」で倒れた。
シビシラス
声 - 古島清孝
性別：♀
技：たいあたり
サトシ戦の3匹目に切り札として登場。使用する技は「たいあたり」のみで、唯一電気技を使っていない。とても素早く、姿が見えないほどのスピードで「たいあたり」を繰り出す。しかし、ピカチュウが連続で出した「10まんボルト」がフィールド中に当り、その煙の影響で正面から攻撃する状態となってしまい、「たいあたり」をかわされた隙にカウンターのような形で「アイアンテール」を受けて敗れる。

ホドモエジム
ヤーコン
声 - 最上嗣生
登場時期：BW・MV
ホドモエジムのジムリーダーで「じめん」タイプ使い。子供の頃から相棒のドリュウズとつるはし一本でホドモエの鉱山を切り開いた事を自慢とし、鉱山のいち鉱夫からホドモエの顔にまで成り上がった。現在は町外れで鉱山の経営もしており、新しい鉱脈の調査をしている。ジムは地下深くにバトルフィールドがある。
バトルではサトシのように根性でとにかく攻めるバトルスタイルを好む。逆に補助技を使う戦法を好まず、サトシのツタージャが「メロメロ」を使用した際は地団駄を踏み、「ちまちま小細工をするようなバトルは好かん!」と激怒していた。若者の軟弱ぶりについて憂う発言が多く、度々サトシに対して叱責している。不足していたふっかつそうを持ってきたサトシと約束通りのジム戦を行うも敗北する。
ポケモンを出す際の掛け声は「仕事の時間だぜ!○○!」。ドリュウズの場合は「休日出勤だ!ドリュウズ!」。
各国の日本国外名
英語：Clay
韓国語：ヤコン（ハングル：야콘）
手持ちポケモン
ワルビル
声 - 古島清孝
技：あなをほる、すなあらし、ストーンエッジ、かみつく
1匹目に登場。ミジュマルに砂を浴びせて目にも砂を入れたが、「みずでっぽう」で吹き飛ばし立ち直ったミジュマルから「アクアジェット」と「シェルブレード」の連続攻撃に倒れる。
ガマガル
声 - 渡辺明乃
性別：♂
技：ハイドロポンプ、ヘドロばくだん、いわくだき
2匹目で登場。アイリスは「サトシのガマガルより強そう」と評す。圧倒的なパワーの差を見せつけ、ミジュマルを下す。しかし、続くツタージャの「メロメロ」にかかり、「つるのムチ」「リーフブレード」「リーフストーム」の連続攻撃に倒れる。
ドリュウズ
声 - 佐藤健輔
性別：♂
技：こうそくスピン、つのドリル、ドリルライナー、いわくだき
3匹目に登場したヤーコンの切り札。アイリスのドリュウズより大きい。ツタージャをパワーで圧倒し、ダンゴロも苦しめるものの、進化したガントルの「ロックブラスト」を受け、「いわくだき」同士の激突の末敗れる。

フキヨセジム
以前はマイルがジムリーダーを務めていたが、現在は孫娘のフウロがジムリーダーを務めている。
フウロ
声 - 植田佳奈
登場時期：BW・MV
フキヨセジムのジムリーダーで「ひこう」タイプ使い。「大空のぶっ飛びガール」を自称する。飛行機のパイロットでもあり、祖父と共に「フキヨセカーゴサービス」の仕事をしている。
ポケモンとの絆に加えて常に自分に自信を持っており、また良いバトルをするため祖父から引き継いだジムにはイッシュ地方中から多くの挑戦者が集まるようになったが、それ故に好きな飛行機に乗る時間が取れなくなり、効率よく挑戦者を捌いて自分の時間を確保するため、「エアバトル」でジム戦をするようになった。
この「エアバトル」に同じジムリーダーとして不満を覚えたデントの強い反発を買い、デントとバトルするも自分の予想通り勝ったため、考えを変えるには至らなかった。その直後、同じく反発するサトシがバトルを挑む。予想通りの展開に余裕を見せるも、最後にはハトーボーの進化という予想外の展開により敗北した。トレーナーとポケモンの頑張りでバトルが意外な展開を見せることを実感したことで、エアバトルをやめて再び普通のバトルでジム戦を行うと決める。
ポケモンを出すときの掛け声は「ぶっ飛べ!（あたしの翼たち!）○○!」。エアバトルでの掛け声は「○○フライト、テイクオフ!」。
各国の日本国外名
英語：Skyla
韓国語：プンラン（ハングル：풍란）
手持ちポケモン
スワンナ
声 - たかはし智秋
技：バブルこうせん、ブレイブバード、ぼうふう、アクアリング
フウロ曰く「優雅なる純白の翼」。デント戦、サトシ戦で3匹目に登場。イワパレスを倒し、マッギョの「でんきショック」に耐えて「ねっとう」で火傷を負うが、「アクアリング」で回復し「ブレイブバード」で倒した。
サトシ戦ではピカチュウの電気技を「アクアリング」で防御し、「バブルこうせん」、「ぼうふう」、「ブレイブバード」の連続攻撃で退ける。ハトーボーを追い詰めるが、進化したケンホロウの新しく覚えた「つばめがえし」に倒れた。
ココロモリ
声 - 古島清孝
技：エアカッター、かぜおこし
フウロ曰く「求愛の黒きハート」。デント戦、サトシ戦共に1匹目に登場。ヤナップを倒すが、イワパレスの「がんせきほう」で倒れた。
サトシ戦ではワルビルを倒すが、ハトーボーに倒される。
ケンホロウ
声 - 渡辺明乃
性別：♂
技：エアスラッシュ、つばめがえし
フウロ曰く「天駆ける流星」。デント戦、サトシ戦共に2匹目に登場。イワパレスの「からをやぶる」からの「シザークロス」に倒れた。
サトシ戦ではハトーボーを追い詰めるが、交代したピカチュウの「アイアンテール」からの「エレキボール」で倒れた。

マイル
声 - 西村知道
登場時期：BW1
フキヨセジムの元ジムリーダー。フウロの祖父。語尾に「〜ぞな」と付ける。引退した現在は「フキヨセカーゴサービス」の仕事をフウロと共に行なっている。フウロが普通のポケモンバトルを行う際には審判を務める。
挑戦者とのジム戦をしっかりこなしていたかつてのフウロを見ていたために、フウロが行っていた「エアバトル」には否定的だった。
「願いの鐘祭り」では司会進行を務める。自分がジュンサーとジョーイのどちらが好きかという問題を出したり、カミツレのファンであるためその物真似をしたデントの評価を厳しくする事から、女性好きのようである。

各国の日本国外名
韓国語：マイル（ハングル：마일）

セッカジム
ハチク
声 - 飛田展男
登場時期：BW・MV
セッカジムのジムリーダーで「こおり」タイプ使い。かつては格闘映画に出演していた映画俳優で、『凍れツンベアー』という映画でデビューし人気を獲得。続編の『氷への道』『氷の鉄拳』も大ヒットするが、四作目の『氷の遊戯』の撮影中の事故がきっかけで降板し、俳優業を引退。現在はツンベアーと山で修業している。格闘映画に出演していた経験から、非常に高い身体能力を誇り、修行の際は素早い動きや軽い身のこなしを披露している。普段は冷静で毅然としているが、卑劣な手段をとるポケモンハンターに対し「許さんぞ、人間のクズめ!」と激昂するなど、熱く激しい感情も持ち合わせている。ハチクが「氷の城」「氷の世界」と称する通り、バトルフィールドは一面の氷で覆われている。サトシとのジム戦ではフィールドを生かした戦法で攻めるも、サトシも同じように技やフィールドを利用した戦法に敗北する。
ポケモンを出すときの掛け声は「○○!ハァーイ!」。ツンベアーの場合は「スクリーンに吹き荒れろ!白き氷の王、ツンベアー!ここに来たれ!」。
各国の日本国外名
英語：Brycen
韓国語：ダムズッ/ダムジュッ（ハングル：담죽）
手持ちポケモン
ツンベアー
声 - 石塚運昇
技：れいとうパンチ、しおみず、つららおとし、つばめがえし
ハチクのパートナーで、映画でも修行する時でも抜群のコンビネーションを誇る。ハチク同様に身体能力は非常に高く、強力な「れいとうパンチ」を繰り出すなどの高い攻撃力と、ブルンゲルの「たたりめ」に耐える防御力を併せ持つ。ジム戦では切り札で3匹目に登場し、チャオブーを「しおみず」「つばめがえし」で倒すが、ワルビルの「ストーンエッジ」を利用した攻撃で倒される。
バニリッチ
声 - 古島清孝
技：おどろかす、つららばり、ふぶき、ミラーショット
1匹目に登場。相性の良いワルビルに対し徹底的な攻撃で一時退却させ、ズルッグに対しては掴みどころのない動きで翻弄するが、「きあいだま」からの「ずつき」で倒れた。
フリージオ
声 - 三木眞一郎
技：こうそくスピン、オーロラビーム、リフレクター、こおりのいぶき
2匹目に登場。「リフレクター」で防御し、強力な「こうそくスピン」で相手の技を受け流すことができる。ズルッグを倒すが、チャオブーの「ほのおのちかい」を技を受け流すことのできない回転部分の中心に当てられ、倒される。

タチワキジム
ホミカ
声 - 喜多村英梨
登場時期：BW・MV
タチワキジムのジムリーダーで「どく」タイプ使い。ギター担当のルー（声 - 西村ちなみ）、ドラム担当のクック（声 - 佐藤健輔）と共に「ザ・ドガース」というパンクバンドを組んでおり、メンバーと共にベースを演奏しながらバトルをする。地下にあるジムのバトルフィールドはライブハウスも兼ねており、バトルとライブを盛り上げる大勢のファンがいる。気が強くノリの良い性格の少女で、バトル中は常に相手を挑発するような発言をする。
毒使いらしく、相手を毒状態にしてから攻撃する戦法を多用する。バトルを盛り上げるために、気まぐれで相手に毒状態を回復するモモンのみを食べさせることもある。挑戦者たちが口を揃えて「強い」と評する通り、かなりの実力の持ち主。その実力に裏づけられた自信を持っており、サトシと8個目のジムバッジをかけて自分は3匹でサトシには6匹の使用を許したバトルで5匹まで倒すが、一歩及ばず敗北する。
ポケモンを出すときの掛け声は「爆裂!○○!」。
ゲーム『ブラック2・ホワイト2』に登場するジムリーダーの1人で、ゲーム発売に先駆ける形で登場している。
各国の日本国外名
英語：Roxie
韓国語：ボミカ（ハングル：보미카）
手持ちポケモン
ドガース
声 - 佐藤健輔
技：ヘドロばくだん、ジャイロボール、クリアスモッグ、おにび
1匹目。ライブの遠征でカントー地方に行ったときにゲットした。ホミカ曰く「お気にのポケモン」で、爆発でライブを盛り上げる役。唯一の進化前ながらその実力は相当なもので、この一匹のみで何人もの挑戦者を倒している。サトシとのジム戦では、相性では不利な岩タイプのガントルや、素早いスピードを持つ飛行タイプのケンホロウを続けざまに倒す。しかしダメージが溜まり、相性では有利な3匹目のハハコモリの「エナジーボール」で特防を下げられ、「いとをはく」で引き付けられて再度の「エナジーボール」を受けて倒された。
ペンドラー
声 - 石塚運昇
技：どくどく、がんせきふうじ、いやなおと、ヘドロばくだん
2匹目。ホミカ曰く「色がお気に入り」。巨体とそのタフさでハハコモリを倒すが、チャオブーに倒された。
ダストダス
声 - 犬山イヌコ
技：ダストシュート、おうふくビンタ、はかいこうせん、ベノムショック
ホミカの切り札で3匹目。自在に伸びる腕を利用して、チャオブーと相性では不利なガマガルを倒すが、ピカチュウの特性「せいでんき」で麻痺状態になり、「エレキボール」で倒された。

セイガイハジム
シズイ
声 - うえだゆうじ
登場時期：BW2・MV
セイガイハジムのジムリーダーで「みず」タイプ使い。一人称は「おい」で、九州弁で話す青年。ゴーグルと日焼けした肌、豪快な性格から生粋の「海の男」という印象を抱かせる。ジムは湾の中にバトルフィールドが作られている。
バトルではフィールドを活かすだけでなく、自分に不利なタイプの技を封じるなど弱点を補う戦法を使うこともある。コテツと8個目のジムバッジをかけて2VS2のバトルを行うが敗北する。
各国の日本国外名
英語：Marlon
韓国語：シズ（ハングル：시즈）
手持ちポケモン
ホエルオー
シズイが海を移動する際に使用するポケモン。
ブルンゲル
声 - 古島清孝
性別：♂
特性：のろわれボディ
技：シャドーボール
ジム戦の1匹目。コテツのナットレイの「ミサイルばり」を潜ってかわし、「シャドーボール」で攻撃するもかわされ、「10まんボルト」を受けて倒される。しかし特性の「のろわれボディ」により、ナットレイが「10まんボルト」を出せなくなり、その後のマンタインの勝利へと繋がった。
マンタイン
声 - 石塚運昇
技：タネマシンガン、つばさでうつ、サイケこうせん
シズイのエースポケモンで、ジム戦では2匹目に登場。「10まんボルト」が出せないナットレイを倒す。コテツのダイケンキとは激しい水中戦を繰り広げるが一歩及ばず、ダイケンキの「シェルブレード」との一騎討ちの末に敗れる。

ヒオウギジム
チェレン
声 - 江口拓也
登場時期：BW2N・MV
ヒオウギジムのジムリーダーで「ノーマル」タイプ使い。カノコタウン出身の元ポケモントレーナー。キャラクターデザインはゲーム『ブラック2・ホワイト2』のもの。
ジムリーダーの資格を得たばかりの新米で、ポケモントレーナーズスクールの教師も務める。スクールに来たばかりのコリンクが怯えて「ほうでん」を発射した時は身を挺してなだめ落ち着かせ、騒動の原因を作った生徒やピカチュウ・キバゴを毅然とした態度で注意するなど、心優しく面倒見の良い性格で、生徒からは慕われている。しかし先輩教師曰く「真面目過ぎる性格」であり、それ故自分が本当にジムリーダーの仕事が出来るかどうかを悩んでいる。生徒たちのせいでトレーナーズスクールで育てているポケモンが逃げてしまった時は慌てるなど心配性なところもある。
サトシとエキシビションマッチをして勝利した。バトル後は、ジムリーダーとしての自信を持つようになり、立派なジムリーダーになることを誓う。
各国の日本国外名
英語：Cheren
韓国語：チェレン（ハングル：체렌）
手持ちポケモン
ハーデリア
技：かみなりのキバ、とっしん
サトシとのエキシビションマッチでミジュマルとバトルする。動きが素早く、ミジュマルの攻撃をかわして「かみなりのキバ」で倒す。

### カロス地方
XY&Zの終盤において、フレア団の陰謀を阻止するため・カロス地方の危機を救うためにジムリーダー全員が集合しており、サトシ達に協力する。
ミアレジム
本来はシトロンがジムリーダーを務めていたが、サトシと旅をした間はシトロンが開発した代行ロボット「シトロイド」が務めていた。XY&Z45話でシトロンがジムリーダーに復帰してからはシトロンとフレア団事件によりメモリーを失ったシトロイドが二人三脚でジムリーダーを営むことになった。「でんき」タイプ使い。
シトロンも参照。
ハクダンジム
ビオラ
声 - 下屋則子
登場時期：XY
ハクダンジムのジムリーダーで「むし」タイプ使い。ポケモンの写真を専門とするカメラマンであり、ジャーナリストのパンジーの妹でもある。
相手の動きを封じ、一気に仕留める戦法が得意。XY5話のサトシとのジム戦ではピカチュウ、ヤヤコマと相性で圧倒的に不利な相手2体を相手に勝利するも、6話ではパンジーと特訓を重ねたサトシに敗北する。
バトルシャトーでの爵位はダッチェス。バトルシャトーでサトシ達と再会し、その後デュークのザクロと勝負するも敗北する。
各国の日本国外名
英語：Viola
韓国語：ビオラ（ハングル：비올라）
手持ちポケモン
アメタマ
声 - 佐藤恵
技：まもる、れいとうビーム、シグナルビーム、ねばねばネット（ジム戦時）、バブルこうせん（バトルシャトー時）
初戦は1匹目。かなりのスピードを誇り、ピカチュウの攻撃をほとんどかわし、「れいとうビーム」で氷のフィールドを作り動きを封じる。続くヤヤコマにはフィールドの影響がなく、敗北するが、「ねばねばネット」で後のビビヨンの勝利に繋げた。
再戦時は2匹目で氷のフィールドを作る事には成功するが、ピカチュウの尻尾で足場を固める戦法の前に敗北した。
バトルシャトーでは相性の悪いザクロのイワークと対戦。「がんせきふうじ」を「まもる」でかわしつつ「シグナルビーム」で攻撃するも、イワークの技とスピードの前に敗れる。
ビビヨン
声 - 遠藤綾
技：サイコキネシス、かぜおこし、ソーラービーム、ねむりごな
初戦は2匹目。ヤヤコマを相手に「かぜおこし」でアメタマの放った「ねばねばネット」に捕え、「ソーラービーム」で勝利。
再戦時は1匹目で「かぜおこし」の対策を立てたヤヤコマにダメージを受けるが、初戦では使わなかった「ねむりごな」で動きを封じて勝利。続くピカチュウも「ねむりごな」で動きを封じるが、「エレキボール」を自分にぶつけた爆風で「ねむりごな」を吹き飛ばされ、「エレキボール」で弾き飛ばされた先に氷漬けのライトに衝突。翅に破片がかかり逆に動きを封じられて敗北した。
フレア団事件の際のパートナー。

ショウヨウジム
ザクロ
声 - 野島裕史
登場時期：XY
ショウヨウジムのジムリーダーで「いわ」タイプ使い。穏やかで紳士的な性格で、相手に対しては常に敬語で話す。ビオラに勝利を労われた際に「イワークが頑張ってくれたおかげ」「この勝利はイワークに贈りたい」と語るなど、自身のポケモンに対する優しさも覗かせている。壁にぶらさがっている際、思わず拍手しようとして落ちるなど抜けた面もある。
「壁が僕を離してくれない」と語り、バトルシャトーの壁をいつも登ってしまう程の壁好きで、ビオラにバトルシャトーの壁のすばらしさについて力説し、呆れられている。また、チャレンジャーに壁登りをさせるのは精神統一とも語っている。
バトルシャトーでの爵位はデュークだったが、ビオラに勝利し最高位のグランデュークに昇格した。この試合のルールはジムリーダーが2体、チャレンジャーが手持ちの全てとなっている。サトシと対戦するも「がんせきふうじ」対策として編み出した「がんせきふうじ封じ」と、それを昇華した「りゅうせいぐん封じ」により敗北。バトルシャトーで同じ爵位での再戦を望んでいる。
各国の日本国外名
英語：Grant
韓国語：ザクロ（ハングル：자크로）
手持ちポケモン
イワーク
声 - 石塚運昇
技：がんせきふうじ、ラスターカノン、ロックカット、アイアンテール
バトルシャトーでビオラのアメタマと対戦。「がんせきふうじ」を自在に操って相手の動きを封じ、「ロックカット」でスピードを上げ「ラスターカノン」で攻撃する。アメタマに対しては相性の有利と、圧倒的な実力を見せて勝利しており、シトロンからは「全ての技、動き、素晴らしいコンビネーション」と評された。
ジム戦では1匹目に登場。相性の悪いケロマツと戦うもサトシが特訓した「がんせきふうじ封じ」でかわされ、2発目の「みずのはどう」で倒れた。
チゴラス
声 - 古島清孝
技：がんせきふうじ、ドラゴンテール、りゅうせいぐん、かみくだく
2匹目に登場。ジャンプ力に加え、イワークに次ぐスピードとパワーでケロマツとヤヤコマを倒す。しかし、ピカチュウの「アイアンテール」で「がんせきふうじ」が口に入ってしまい、隙ができたところで「10まんボルト」に倒された。
フレア団事件の際のパートナー。

シャラジム
コルニ
声 - 寺崎裕香
登場時期：XY、XY&Z、PM2
シャラジムのジムリーダーで「かくとう」タイプ使い。ルカリオをはじめてメガシンカさせたトレーナーの子孫で、祖父のコンコンブルからキーストーンを受け継いでいる。
活発で行動的な性格の少女で、セレナ、ユリーカ曰くサトシ同様突っ走るタイプということもあり、サトシと馬が合う。一方で「メガシンカには絆が必要」と祖父に言われた際には、「強くなればいい」と解釈する、ルカリオが勝手に技を出すことに注意をしないなど、自分たちを過信している部分もある。ポケモンバトルの際は服はトップスが白がメインで赤を含むノースリーブのシャツにボトムスが同色のスカートと黒のスパッツで、さらにヘルメットとローラースケートというスポーティーな格好だが、普段着は白の度合いの強い灰色がメインで赤を含むTシャツを着てヘルメットの代わりにサングラスを頭に着けている。なお、初登場したXYの第29話においては、普段着のTシャツはノースリーブのシャツの上から身に付けているような描写がある。また、同話の回想シーンでは、幼少期の彼女は白がメインで赤を含むノースリーブのシャツに黒のショートパンツという姿であり、ファッションセンスに関してはまだリオルだった頃からの長い付き合いであるルカリオとの絆と同様に全くブレていないことがわかる。
ルカリオナイトを手に入れる前にポケモンバトルで100連勝することを目標に旅に出て、セキタイタウンにルカリオナイトを取りに行く途中でサトシ達と出会い、100連勝を果たしたことで、共にセキタイタウンを目指す。
その後、コンコンブルのバシャーモに勝ち、ルカリオナイトを手に入れるも、ルカリオが勝手に技を繰り出すことを見逃している未熟さを指摘され、改めてサトシ達と共にムスト山まで修行の旅をすることとなる。
ムスト山での修行でルカリオと心を一つにしてメガシンカを完全にコントロールできるようになり、シャラジムでのバトルを約束してサトシ達と別れた。その後、シャラシティでサトシと再会し、バトルするも敗れる。ジム戦後、「ジムをさらに熱いジムにして自分も強くなる」と宣言し、サトシと再戦の約束をした。
XY&Z第19話ではコンコンブルとともにセレナのトライポカロンをテレビで観戦していた。
PM2の第25話で再登場。サトシと久々の再会を果たし、バトルフェスに参加。サトシと戦い互いに引けを取らないバトルの末敗北する。また、ゴウは初対面であり、祖父のコンコンブルに言われるまで彼女がサトシと戦ったジムリーダーだと知らなかった。第34話では同じかくとうジムリーダーのサイトウに敗れていたことが判明した。第84話ではサトシとルカリオのキーストーンおよびルカリオナイト探しに参加する。第85話からのサトシとサイトウの3度目の対戦に際して、友達である二人の応援のためにスイーツを土産にラテラルスタジアムを訪れ、試合観戦をする。
各国の日本国外名
英語：Korrina
韓国語：コルニ（ハングル：코르니）
手持ちポケモン
（リオル）→ルカリオ
声 - 古島清孝
技：つるぎのまい（「はどうだん」を覚えてからは使用せず）、ボーンラッシュ、グロウパンチ、きんぞくおん、はどうだん
コルニが子供の頃からパートナーにしている。時折コルニの指示なく技を繰り出す事がある。そのことはシトロンに気づかれていて、コンコンブルからは「自分勝手」と指摘された。それ故にか、メガシンカしても高まった自らの波導を制御できずに暴走してしまう。
ムスト山での修行で波導を完全にコントロールできるようになり、「はどうだん」を習得した。
ジム戦では3匹目に切り札として登場。相性の悪いルチャブル、ヒノヤコマの攻撃を物ともせず立て続けに倒し、これまで一度もルカリオに勝利していないピカチュウも追いつめるが「エレキボール」からの「10まんボルト」を受け倒された。
フレア団事件の際のパートナー。
PM2にも登場。通常の状態でゲンガーを倒し、メガシンカしてカイリューも圧倒させるも桁外れのパワーに追い込まれ最後は「グロウパンチ」と「ドラゴンクロー」のぶつかり合いに敗北。サイトウに敗れた回想シーンにも登場した。
コジョフー→コジョンド
声 - 生天目仁美（コジョフー）
技：とびひざげり、アクロバット、とんぼがえり、おうふくビンタ（進化後）。ドレインパンチ、はっけい、スピードスター（進化前）
1匹目に登場。最初は相性の悪いルチャブルを苦戦させるも、サトシの機転で敗北する。
PM2ではコジョンドに進化しており、持ち前のスピードでゲンガーを翻弄するもカイリューに敗れる。
ゴーリキー
声 - 三宅健太
技：きあいだま、かわらわり、ローキック
2匹目に登場。パワーがあり、ヒノヤコマを圧倒するもスピードに翻弄され、「ニトロチャージ」を受け敗れた。

ヒヨクジム
フクジ
声 - 稲葉実
登場時期：XY
ヒヨクジムのジムリーダーで「くさ」タイプ使い。お茶や草木を愛する好々爺で、草ポケモンを放牧している牧場の経営主でもある。コンコンブル曰く「偏屈」で、サトシに「まっすぐ進むのも悪くないが、時には回り道も必要」「目の前にあるものだけに囚われていると、大切なものが見えなくなる」と諭すなど厳格な面もある。ヒヨクシティにおいて、バニプッチの事件を解決した後、サトシに自分がジムリーダーだと明かし彼の挑戦を待つ。その後、ジム戦に来たサトシとバトルするも敗れる。
各国の日本国外名
英語：Ramos
韓国語：フクジ（ハングル：후쿠지）
手持ちポケモン
ゴーゴート
声 - 石塚運昇
技：つるのムチ、はっぱカッター、やどりぎのタネ、くさむすび→ウッドホーン（ジム戦時）
フクジの一番のパートナーで、常に乗って移動している。またバトルの実力もかなりのもので、「くさむすび」や「やどりぎのタネ」を使いロケット団のメカを破壊した。
ジム戦では3匹目に切り札として登場、ゲコガシラの「かげぶんしん」によるかく乱を「つるのムチ」でなぎ払い、凄まじい勢いの「はっぱカッター」で翻弄し、「ウッドホーン」や「やどりぎのタネ」で体力を奪って追い詰めるが、ゴーゴートに集中したゲコガシラの「つばめがえし」からの渾身の「みずのはどう」を受け敗れ去った。
フレア団事件の際のパートナー。
ワタッコ
声 - 林原めぐみ
特性：ようりょくそ
技：にほんばれ、コットンガード
バニリッチの群れが起こした「あられ」を「にほんばれ」で止ませた。
ジム戦では1匹目に登場。「コットンガード」で防御し、特性を利用して「にほんばれ」で素早さを上げるも、ヒノヤコマの「ニトロチャージ」で上げたスピードに耐えきれず、攻撃技を出せないまま敗れる。
ウツドン
声 - 三宅健太
特性：ようりょくそ
技：どくのこな、はっぱカッター、たたきつける、くさむすび
ジム戦の2匹目に登場。ヒノヤコマとルチャブルを毒状態にしてからの「たたきつける」で倒すが、ゲコガシラのケロムースで毒を防がれ「つばめがえし」で倒された。
キマワリ
技：ソーラービーム
フクジが牧場で飼っている複数のキマワリ達。太陽の光を溜めて電力を作っている。その後、「ソーラービーム」で雪を溶かした。ジム戦では使用しなかった。
また、これら以外にも牧場にはウツボット、キレイハナ、ラフレシア、ナッシーなどがいるが、ジム戦では未使用。

クノエジム
マーシュ
声 - ゆきのさつき
登場時期：XY
クノエジムのジムリーダーで「フェアリー」タイプ使い。ポケモンをモチーフにした振袖のデザイナーでもあり、時々ファッションショーイベントも行いジムを閉めることもある。またこの時のショーではモデルが2人手違いで欠席となり困り果てるが、シオネとカレンが目を留めたセレナとユリーカに代理を頼みショーを成功させた。その後の第80話で、その時の衣装をセレナにお礼で渡したことが判明する。
ふりそでのキリカ（声 - 相川奈都姫）、シオネ（声 - 寺崎裕香）、カレン（声 - 伊達朱里紗）、アサミ（声 - 赤﨑千夏）から敬愛されている。京言葉で話し、また「ポケモンになりたい」という思いで手持ちのポケモンとはその鳴き声で会話を交わす不思議さを醸し出す。ジム戦ではフェアリータイプらしいトリッキーな技を多く使ってサトシを苦戦させるも、「トリックルーム」を破壊する奇抜な戦法に敗れる。
各国の日本国外名
英語：Valerie
韓国語：マシュ（ハングル：마슈）
手持ちポケモン
シュシュプ
声 - 生天目仁美
技：マジカルシャイン、トリックルーム、ジャイロボール、ムーンフォース、ひかりのかべ
エキシビジョンマッチでショータのタツベイとバトルし勝利する。ジム戦では2匹目に登場。「トリックルーム」でヒノヤコマのスピードを落として「ムーンフォース」で勝利し、ルチャブルを苦戦させるも新技「シザークロス」で「トリックルーム」を撃破され、「フライングプレス」からの「とびひざげり」を受け敗れた。
フレア団事件の際のパートナー。
ニンフィア
声 - 赤﨑千夏
技：チャームボイス、ようせいのかぜ、ギガインパクト
ジム戦の2匹目。リボンでヒノヤコマを捕まえるも「ニトロチャージ」で脱出され、「ギガインパクト」と「はがねのつばさ」の一騎討ちに敗れる。しかし、ヒノヤコマのダメージがたまっていたためシュシュプの勝利に繋がる。
クチート
バリヤード
2匹ともジム戦では未使用。

ヒャッコクジム
ゴジカ
声 - 勝生真沙子
登場時期:XY
ヒャッコクジムのジムリーダーで「エスパー」タイプ使い。超能力者で未来の予言を予知したり、サイコパワーで浮遊することができる。サトシとゲコガシラの未来を彼らに語った後に日時計を盗もうとしたロケット団を撃退した。弟子にシェリル（声 - 清水理沙）とキャリー（声 - 潘めぐみ）がいて、キャリーはゴジカが見せた予言に勝手な解釈を加えるという悪い癖がある。ジム戦ではエスパー技やポケモンの特性を生かしたトリッキーな戦法でサトシを追い詰めるが、彼の相手の技を利用する戦法の前に敗れる。その後、プラターヌ博士やカルネにカロス地方に起こりうる緑色の炎の災いについて話した。
フレア団事件の際には巨石のヒャッコクシティへの進撃にいち早く気づき、他6人のジムリーダーを呼び寄せた。
カロス神話では、彼女の先祖らしき預言者マジカが登場している。髪型や服装が酷似し、手持ちもゴジカと同じ。
各国の日本国外名
英語：Olympia
韓国語：ゴジカ（ハングル：고지카）
手持ちポケモン
ニャオニクス♂
声 - 下屋則子
特性：いたずらごころ
技：てだすけ、ひかりのかべ、サイコショック
日時計を盗もうとするロケット団を撃退するために♀に「てだすけ」を使い「みらいよち」の威力を上げた。ジム戦のダブルバトルでは特性や「てだすけ」「ひかりのかべ」で♀をサポートしつつ「サイコショック」で攻撃する戦法でゲコガシラとファイアローを追い詰めるが、サトシの作戦で自分達の技を受けてしまい、最後はサトシとの絆で威力の上がったゲコガシラの「みずのはどう」に倒れる。
フレア団事件の際のパートナー。
ニャオニクス♀
声 - 林原めぐみ
特性：するどいめ
技：みらいよち、あくのはどう、サイコショック、でんじは
日時計を盗もうとするロケット団を♂の「てだすけ」でパワーアップした「みらいよち」で撃破した。ジム戦のダブルバトルでは特性や♂のサポートにより威力と命中率の上がった「あくのはどう」や「サイコショック」でゲコガシラとファイアローを追い詰め、更に「でんじは」でファイアローを庇ったゲコガシラをまひ状態にするもサトシの作戦で自分達の技を受けてしまい、最後はファイアローの「ニトロチャージ」に敗れる。
フレア団事件の際のパートナー。

エイセツジム
ウルップ
声 - 大友龍三郎
登場時期：XY&Z
エイセツジムのジムリーダーで「こおり」タイプ使い。豪快な性格で「あれだよ」が口癖。年中薄着。約99キロのカチコールをダンベル替わりにトレーニングするなど、相当な腕力がある。審判としてオドオドした口調の弟子（声 - 最上嗣生）がいる。使用するポケモンの技や特性、能力、バトルフィールドの全てを生かす高度なバトルスタイルが持ち味で初回のジム戦ではサトシを破るも、再戦では敗北した。
首にかけてある氷型のペンダントにキーストーンを収納しており、ユキノオーをメガシンカさせる。メガシンカ時の掛け声は「牙を剥け!凍てつく力よ!メガシンカ!」。
各国の日本国外名
英語：Wulfric
韓国語：ウルプ（ハングル：우르프）
手持ちポケモン
クレベース
声 - 最上嗣生
特性：アイスボディ
技：ジャイロボール、ストーンエッジ、ゆきなだれ、こおりのキバ
初回のサトシ戦では2匹目に出したが、実質的には切り札的存在で、特性の「アイスボディ」による凄まじい耐久力とパワーを持つ。更に自分の体重と鈍足さを利用した「ジャイロボール」や「ゆきなだれ」で、ルチャブル、ファイアロー、ゲッコウガ（サトシゲッコウガ）を全て倒した。
再戦でも2匹目に登場。ピカチュウを倒し、ファイアローも「ゆきなだれ」で応戦するも、特性が使えなかったことと持ち前の鈍足さが災いしてファイアローのスピードに追い付けず連続の「ニトロチャージ」を受け敗れた。
ユキノオー
声 - 石塚運昇
特性：ゆきふらし
技：こおりのつぶて、ウッドハンマー、れいとうパンチ、エナジーボール
初回のサトシ戦では1匹目に登場。特性「ゆきふらし」と「こおりのつぶて」でルチャブルにダメージを与えるがスピードに翻弄され、倒された。
再戦では切り札として3匹目に登場。ファイアローを巨体に似合わないスピードを見せつけパワーの差で倒し、ゲッコウガがサトシゲッコウガに変化したことで、メガユキノオーにメガシンカ。更にパワーが上がり、互角に渡り合うも最後は「つばめがえし」に敗れる。
メガストーンは胸の奥にしまっており、普段はさらけ出さないがウルップの呼びかけに応じるとその姿を現す。
フレア団事件の際のパートナー。
カチコール
声 - 伊瀬茉莉也
技：こごえるかぜ、かくばる、こうそくスピン
5匹いる。サトシにジムの案内役・お出迎えとして登場。ジム戦初回では使われていなかったが、再戦ではそのうち1匹が使用された。
再戦では1匹目に登場。小柄な体格を生かしたスピードでフィールドを滑りながらピカチュウの攻撃をかわし、「こごえるかぜ」で動きを鈍らせ、「かくばる」で攻撃力を上げてからの「こうそくスピン」で攻める戦法でピカチュウを追い詰めるが、「こごえるかぜ」が体温で溶け、ピカチュウのスピードが戻ったところで「でんこうせっか」からの「アイアンテール」に倒れた。

### アローラ地方
アローラ地方では公式のポケモンジムは存在しないが、マリエシティにあるカントー地方のポケモンジムをモデルにした非公式の施設「ジムオブカントー」が存在する。ジムにはハンペン（声 - 岩崎諒太）、ガンモ、シラタキ（声 - 村川梨衣）というジムトレーナーが存在するが、あくまでもジムをモデルにした施設であるため、ポケモンバトルを行うのはリーダーのリュウキだけであり、ジムトレーナーとゲームを進めながらジムリーダーの待つ最上階へ進むルールとなっている。
リュウキ
声 - 古島清孝
ジムオブカントーの非公式ジムリーダーでドラゴンポケモン使い。
詳細はアニメ版ポケットモンスターの登場人物#リュウキを参照。

### ガラル地方
今回はジムチャレンジではないので、ターフタウンのジムリーダーで「くさ」タイプ使いのヤロー、バウタウンのジムリーダーで「みず」タイプ使いのルリナ、エンジンシティのジムリーダーで「ほのお」タイプ使いのカブ、キルクスタウンのジムリーダーで「いわ」タイプ使いのマクワとその母である「こおり」タイプ使いのメロンは未登場となっている。
未登場となったジムリーダーの一部は後継作品『リコとロイ編』に登場するが、それに該当する人物についてはポケットモンスター (2023年のアニメ)#登場人物を参照。
キバナ
声 - 鈴木達央（27話 - 45話）→松岡禎丞（第82話以降）
登場時期：PM2
ナックルシティのジムリーダーで「ドラゴン」タイプ使い。PM2第27話から登場。飛び級で「マスターズエイト」の7位にランクインした。一人称は「俺様」。ダンデとバトルするも敗れる。第32話以降のOPにも登場。そして、サトシとマスターズ8入れ替え戦で3VS3のバトルを繰り広げ敗北した。
手持ちポケモン
ジュラルドン
声 - 中村悠一
技：メタルクロー、てっぺき、ストーンエッジ、てっていこうせん、ワイドブレイカー
キバナのパートナー。見た目に似合わない素早さとかなりの防御力を誇る。ドラゴンタイプの技は覚えていない。相性が不利ながらもダンデのリザードンを追い詰めるほどの実力の持ち主である。最後はキョダイマックス同士のぶつかり合いの結果敗れる。
第44話・第45話ではオリーヴの部下のポケモンを「ワイドブレイカー」でまとめて一掃した。
サトシ戦では3匹目。キョダイマックスしてルカリオを圧倒しつつも、ゲッコウガから教わったサトシとシンクロすることにより放たれる巨大「はどうだん」を食らい敗北した。
フライゴン
声 - 林原めぐみ
技：すなあらし、はがねのつばさ、ドラゴンクロー、かみくだく
サトシ戦では1匹目。「すなあらし」による翻弄でカイリューを倒すも、ゲンガーにはキョダイマックスしたことで「ダイアイス」により「すなあらし」を封じられ、そのまま「ダイフェアリー」を食らい敗北した。
ヌメルゴン
声 - 大谷育江
技：あまごい、かみなり、なみのり、ハイドロポンプ
サトシ戦では2匹目。「あまごい」を利用した戦法でキョダイマックスゲンガーを苦戦させるも、最後は「ダイフェアリー」と「ハイドロポンプ」のぶつかり合いにより引き分ける。

サイトウ
声 - 日笠陽子
登場時期：PM2
ラテラルタウンのジムリーダーで「かくとう」タイプ使い。PM2第34話から登場。ガラル空手の達人として知られている。世界各地の道場を訪ね歩いてバトルを行い、ポケモンと自身の身を鍛え高みを目指している。ストイックな性格である一方、スイーツには目がない。ヤマブキシティの格闘道場に挑戦し、道場主の空手大王（声 - 間宮康弘）に圧倒的な実力を見せ勝利している。サトシ戦でもポケモン独自の戦法を生かし、勝利したものの再戦で引き分ける。サトシとの3度目のバトルでは3対3。格闘タイプ独自のパワーとキョダイマックスを活かして追い詰めるも、サトシのメガルカリオにより敗北。以前にコルニと対戦したこともある。コルニのことを「甘い」と評し、再会時に因縁があるものだと思っていたサトシとゴウを心配させたが、実際は友達であり、コルニからは「サイトウちゃん」と呼ばれている。コルニに対する「甘い」という評価は、コルニの「バトルは楽しむもの」といった価値観を指してのものであり、ポケモンへの優しさや格闘家としての姿勢は互いにリスペクトしている。そして美味しいものを教えてくれるコルニのことは好きとのこと。サトシは当初、敬語で話していたが現在はタメ口で話している。サトシのことは当初名前ではなくポケモンの印象で覚えており、「リオル（進化後はルカリオ）のトレーナーさん」と呼んでいた。同じくジムリーダーであるオニオンとの関係は不明である。チャンピオンシップスランキングは初登場時は第751位、サトシとの再戦時は第193位、3度目の対戦時は30位。
手持ちポケモン
オトスパス
声 - 観世智顕
技：みきり、インファイト、アクアブレイク、たこがため
サイトウのパートナーで切り札的存在。サトシとの初戦・再戦では2匹目。かなりのパワーとタフさを持ち、掴みどころのない動きで相手を惑わす戦法を生かしてリオルを破った。
サトシとの再戦ではピカチュウを倒すが、リオルに「たこがため」で締め付ける寸前に「はっけい」でダメージを与えられて脱出され、最後は「インファイト」と「はっけい」のぶつかり合いで引き分ける。
3度目の対戦では1匹目。ピカチュウの「エレキネット」を物ともせず「インファイト」で攻める。ルカリオの「かげぶんしん」を「アクアブレイク」で弾き、ルチャブルと交代。ルチャブル敗北後、ピカチュウを「たこがため」で封じて勝利するも、ルカリオの「はどうだん」と「アクアブレイク」のぶつかり合いにより敗れる。
ルチャブル
声 - 岩崎諒太
技：つめとぎ、からてチョップ、フライングプレス、とびひざげり、つばさでうつ、ゴッドバード
サトシとの初戦では1匹目。カモネギをスピードで翻弄し勝利した。
3度目の対戦では2匹目。以前より素早さが上がっており、持ち前のスピードでルカリオを圧倒。その後、ネギガナイトを「つじぎり」と「ゴッドバード」のぶつかり合いで破り、ピカチュウの「アイアンテール」と「でんこうせっか」を合わせ技に弾かれ、「10まんボルト」に敗北した。
カイリキー
声 - 間宮康弘
技：バレットパンチ、クロスチョップ、かいりき
サイトウのエースであり、多くの挑戦者を破ってきた。3度目の対戦で3匹目に登場し、4本の腕を駆使したパワー技を活かしてルカリオを追い詰める。クライマックスではキョダイマックスしてメガルカリオと競り合うも渾身の「はどうだん」に押し倒されてキョダイマックスが解けてしまう。それでも体力は残っていたが、最後は「バレットパンチ」と「はっけい」のぶつかり合いの末、新たに発動した「てっていこうせん」を近距離で受けて敗れた。
カポエラー
声 - 真堂圭
技：ジャイロボール、きあいだめ、トリプルキック
サトシとの2度目の対戦の1匹目。ピカチュウとバトルし敗北した。
ゴロンダ、タイレーツ
サトシとの3度目の対戦の前日にサイトウとともに特訓を行っていた。なお、タイレーツのみは原作ゲームでは使用している。
他にもナゲキ、ダゲキ、ワンリキー、ゴーリキー、バルキー、ズルッグなどもいるがこちらはイメージのみ登場。

ポプラ
声 - 鳳芳野
登場時期：PM2
アラベスクタウンのジムリーダーで「フェアリー」タイプ使い。コハルやイーブイとはぐれ、町で雨宿りしていたサトシとゴウにクイズを出す。不正解の度にピンク色のファッションを着せ、一同をゲンナリさせたが、ゴウのエースバーンは馴染んでいた。ダンデ曰く「時々思いつきで大会を主催する」とのことで、2度目の登場の時はマホイップのクリーム食べ比べしたさにダンデとキバナ、サトシを呼び出し、サトシに同伴したゴウとコハルも巻き込んでケーキのデコレーション大会を開催。サトシがデコレーションしたケーキの味に触発され、今度はサトシとポケモンバトルすることを決める。サトシとのバトルではマホイップのクリームの体を活かした戦法でピカチュウを圧倒し、キョダイマックスわざの「キョダイダンエン」で追い詰めるも、ピカチュウが「キョダイダンエン」のクリームを食べてヒダイマックスしてしまったため、バトルは中止となった。
原作ゲームでは引退しその後は地位を未登場のライバルであるビートに譲ったが、本作では引退せずにジムリーダーを続けている。
手持ちポケモン
マホイップ
技：メロメロ、マジカルシャイン
複数持っている。ミルキィルビーの個体はキョダイマックスが可能。

オニオン
声 - 三浦千幸
登場時期：PM2
ラテラルタウンのジムリーダーで「ゴースト」タイプ使い。ゴースト列車に乗り込んだところをサトシたちと出会う。ゴーストポケモンの気持ちを理解できる。また、サトシとバトルをすることはなかった。同じくジムリーダーであるサイトウとの関係は不明である。
手持ちポケモン
ヤバチャ
声 - 大谷育江
オニオンのパートナー。がんさくフォルムの個体。原作ゲームではその後、ポットデスに進化して使用している。

ネズ
声 - 下野紘
登場時期：PM2
スパイクタウンのジムリーダーで「あく」タイプ使い。マリィの兄。ダイマックスを嫌い通常のバトルを好んでいるが、ダイマックスを得意とするマリィの気持ちを尊重している。自身の衣装を反映したようなクルーザータイプの大型バイクを所有し、エール団の妨害工作によってスパイクタウンに来てしまったサトシを安全運転でシュートシティに送り届けた。オニオンと同様にサトシとバトルをすることはなかった。
ポプラと同様に原作ゲームでは引退しその後は地位を妹のマリィに譲ったが、本作では引退せずにジムリーダーを続けている。
手持ちポケモン
タチフサグマ
声 - 間宮康弘
原作ゲームでは使用している。
ゴリランダー
ストリンダー
声 - うえだゆうじ（ハイ）
技：ほうでん
ハイな姿とローな姿の2体が存在。原作ゲームではローな姿を使用している。